# Александрия (Петергоф)
Александри́я — дворцово-парковый ансамбль Петергофа, пригорода Санкт-Петербурга. Одна из резиденций российских императоров с 1830 года до 1917 года (Собственная Его Императорского Величества дача). Названа в честь императрицы Александры Фёдоровны, супруги императора Николая I.

## История

### XVIII век
Территория, на которой расположена Александрия, принадлежала четырём владельцам, получившим от Петра I участки для дач. Согласно описям, это были участки подьячего Александра Яковлева, гвардии поручика Данилы Чевкина, генерала фельдцейхмейстера Якова Брюса и Петра Мошкова. Владельцы менялись до 1725 года.
По некоторым данным, в 1725—1726 гг. эти земли приобрел Александр Данилович Меншиков и начал строить дворец «Монкураж» («Моя отвага»). Строительство завершено так и не было. После опалы петровского фаворита земли были переданы его политическим противникам — князьям Долгоруким, которые мало заботились об их обустройстве, и в народе получили название «Долгоруковых пустых мест».
В 1733 году эта местность становится собственностью императрицы Анны Иоанновны. Здесь создаётся Охотничий парк («Ягд-Гартен»), куда завозится огромное количество животных: оленей, буйволов, кабанов, зайцев и даже тигров. В верхней части парка строится егерская слобода и загоны для зверей; в нижней — деревянный павильон «Темпель», откуда императрица стреляла в животных, выпускаемых из загона и гонимых собаками.
В семидесятых годах XVIII века, когда в качестве летней императорской резиденции было избрано Царское Село, охотничье хозяйство приходит в упадок, а из зверей сохраняются в небольшом количестве только олени, многие из которых стали ручными. За местностью укрепилось название «Олений зверинец». Часть его территории стала использоваться под выгон и огороды лейб-гвардии Драгунского полка. К концу XVIII века на месте Меншиковского дворца осталась лишь руина, а павильон «Темпель» был разобран.

### XIX век

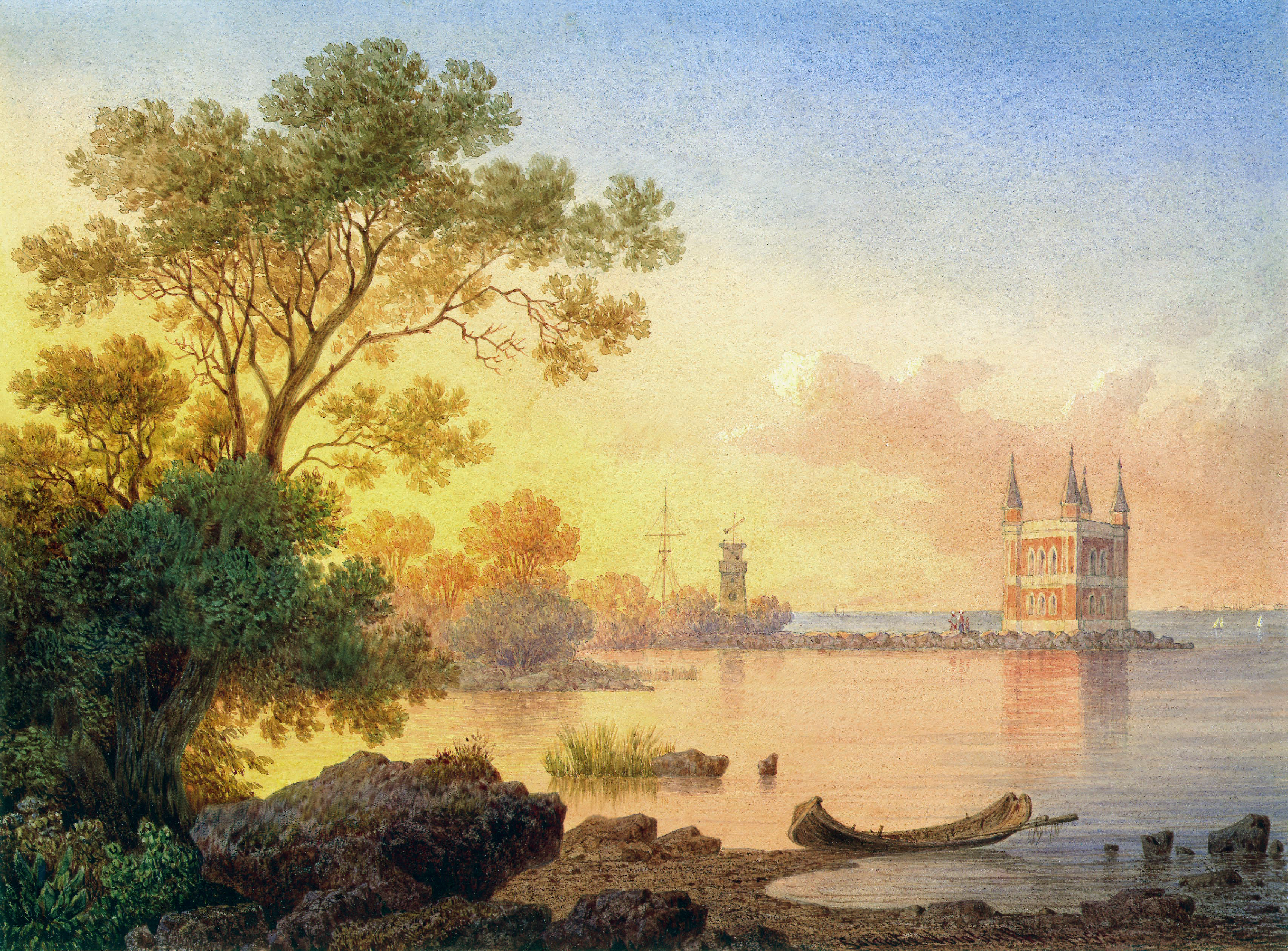
С. М. Воробьёв. Вид Ренеллы в Александрии.

В 1825 году владельцем этих земель становится Николай I, который после вступления на престол дарит это имение своей жене Александре Фёдоровне, и оно получает название «Собственная её величества дача Александрия».

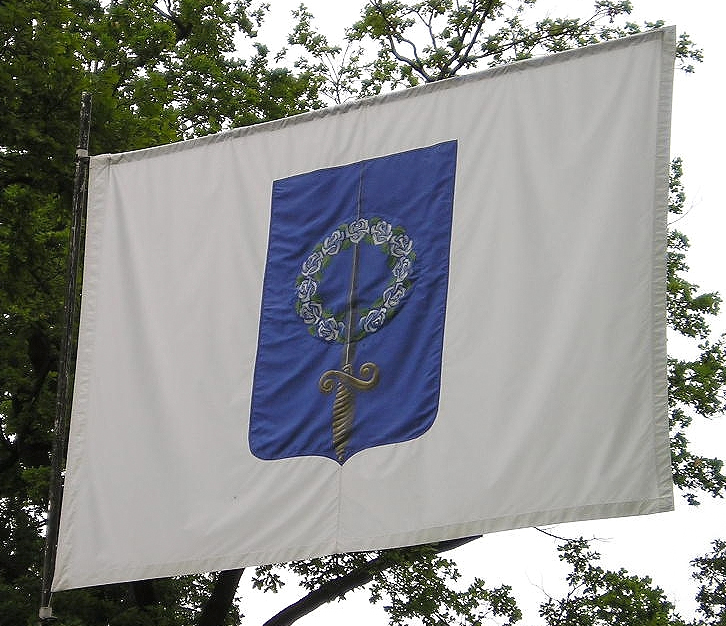
Флаг с гербом Александрии

В 1826 году последовало распоряжение императора «строить на месте, где Меншикова руина, сельский домик, или так называемый „котичь“ со всеми хозяйственными заведениями, с присоединением парка». С этого года и началось устройство парка, строительство летнего, в английском стиле дворца, который назвали «коттедж». Работы возглавил архитектор Адам Менелас.
Строительство дворца продолжалось до 1829 года. Дворец, выполненный в готическом стиле, представлял двухэтажное здание небольшого размера с тройным делением фасадов, украшенных балконами и террасами. На фасадах Коттеджа был помещен герб Александрии — щит с обнаженным мечом, пропущенным через венок белых роз. Этот романтический рыцарский герб был придуман поэтом В. А. Жуковским и присутствовал практически на всех постройках Александрии.
Чтобы ещё сильнее подчеркнуть идиллический характер резиденции, архитектор А. Менелас недалеко от Коттеджа в 1829—1831 годах построил «Ферму» с коровником, комнатами для пастухов, кухнями и кладовыми. В последующие годы, вплоть до 1859, здание Фермы неоднократно переделывалось Штакеншнейдером и было приспособлено под летний дворец Александра II, ставшего в 1855 году императором.
Одновременно со строительством Коттеджа шло формирование пейзажного, романтического парка. Над его созданием двадцать лет трудился садовый мастер Пётр Иванович Эрлер. Его могила в 1970 году была перенесена в Александрию и находится у южного входа в Фермерский дворец.

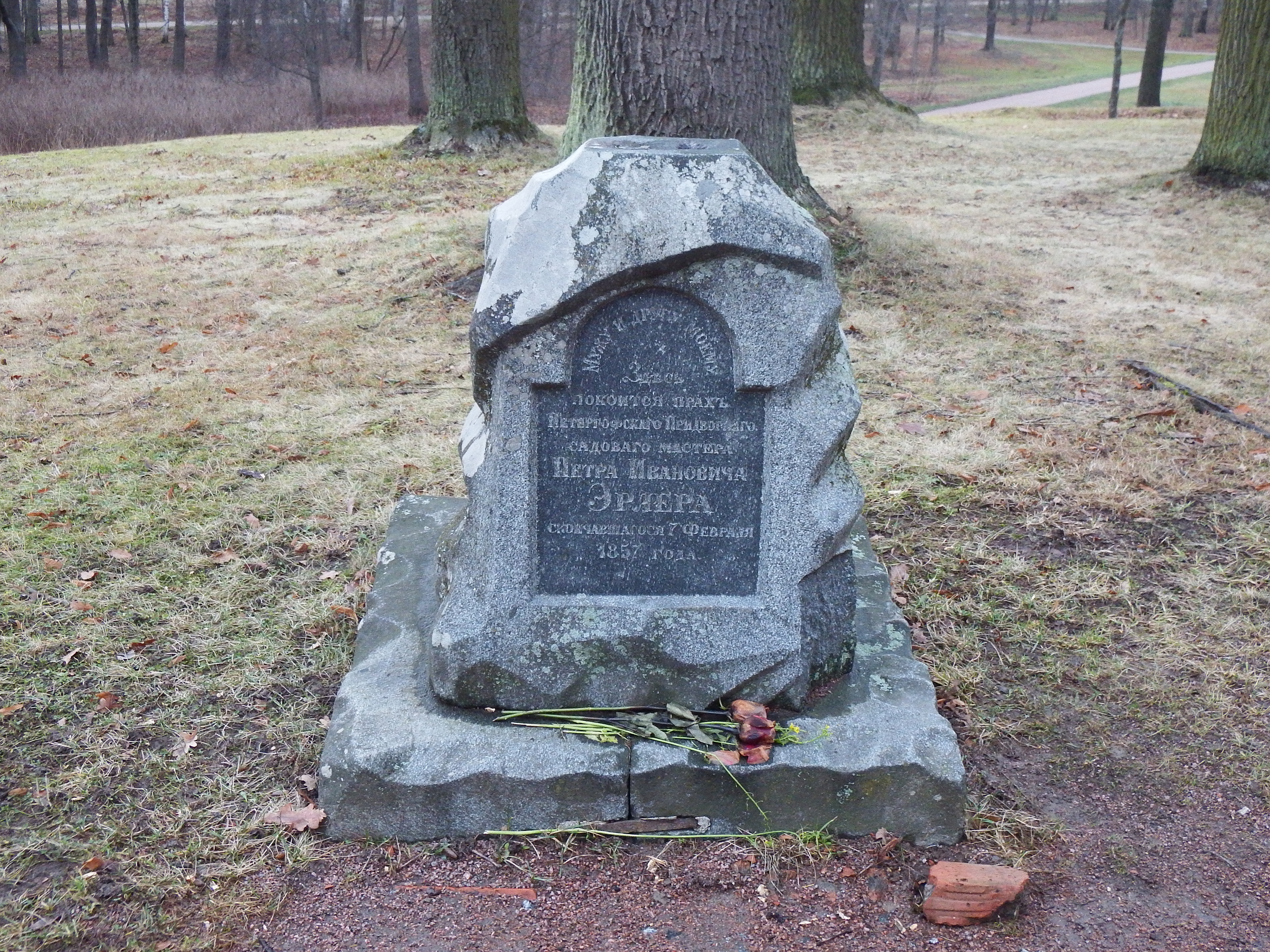
Могила П. И. Эрлера

Одной из самых оригинальных и интересных построек Александрии является Готическая капелла — домашняя церковь царской семьи, сооруженная в честь Александра Невского.
Последнее крупное дворцовое сооружение Александрии — четырёхэтажный Нижний, или Новый, дворец Николая II, называвшийся чаще Нижней дачей, так как располагался на берегу моря, в северо-восточном углу парка. Нижнюю дачу построил по своему проекту русский архитектор А. О. Томишко.
Дача Николая II была свидетелем событий огромной политической важности. Так, здесь был подписан манифест о вступлении России в Первую мировую войну. На Нижней даче Император Николай II и Императрица Александра Фёдоровна провели лето 1895 года — первое лето своей семейной жизни. И здесь же 30 июля 1904 года родился их единственный сын Алексей.

### Советский период
В 1920—1930-х гг. Александрия начала превращаться в музейный комплекс. В 1932 году Капелла стала музеем истории паркового комплекса Александрии. В том же году на поляне, недалеко от Фермерского дворца, был установлен памятник — пирамидальный гранитный обелиск на массивном пьедестале. На мраморной доске, прикрепленной к обелиску, высечена надпись: «Работным людям — строителям Петергофа». Сейчас (лето 2012) доска отсутствует.
В 1929 году в парке, недалеко от Коттеджа был открыт необычный музей: два вагона из царского поезда Николая II, бывшего его последней «резиденцией», были получены петергофскими музеями от Народного комиссариата путей сообщения и поставлены в парке. В одном из них последний русский царь подписал отречение от престола. В этих вагонах, сохранивших бытовую обстановку, и в специально построенном помещении была развернута выставка: «Империалистическая война и крушение царизма». Окружённые забором из столбов с колючей проволокой, вагоны находились на месте ещё в начале 50-х годов и, хотя не охранялись, имелась возможность их посещения.
Недалеко от вагонов Николая II стоял ещё один «железнодорожный» памятник — вагон поезда, ходившего между Петербургом и Москвой во времена Николая I.
В 1926 году на первом этаже Фермерского дворца открылся историко-бытовой музей, а на втором — база отдыха Ленсовета. Через шесть лет музей закрыли. Тогда же был закрыт и музей в Нижней даче, а её здание было передано НКВД под дом отдыха.
Во время Великой Отечественной войны Фермерский дворец серьёзно пострадал, его убранство было утрачено, и после войны его переоборудовали под общежитие Петродворцового часового завода.
В годы войны был нанесён огромный ущерб и другим объектам дворцово-паркового ансамбля. Меньше пострадал Коттедж — большая часть музейных экспонатов была эвакуирована (из 2500 предметов, находившихся в экспозиции, спасено 1980).
Во время войны парк стал ареной военных действий (Петергофский десант). Была повреждена отделка интерьеров дворца. Значительно пострадали лепной декор, многие резные панно, живопись, почти полностью была уничтожена коллекция мебели, однако само здание Коттеджа разрушено не было.
Сильно пострадало и здание Нижней дачи. К началу 60-х годов оно было признано аварийным и снесено по распоряжению партийных органов.
В 1978 году живописцы, скульпторы, мраморщики, мастера многих специальностей ленинградского объединения «Реставратор» под руководством архитектора И. Н. Бенуа завершили восстановление дворца Коттедж.

### В наши дни
Реставрация Фермерского дворца была практически закончена к 300-летию Петербурга, однако пожар, случившийся 22 декабря 2005 года, сильно повредил здание. Работы начались вновь. Кроме того уже несколько лет научные сотрудники ГМЗ «Петергоф» приобретают вещи эпохи Александра II, а также вещи, принадлежавшие императору, для будущей экспозиции дворца.
На момент 2006 года шла реставрация Фермерского дворца, создавался проект восстановления Нижней дачи. Для посещения постоянно открыт Коттедж. В июне 2006 года после очередной реставрации вновь открылась (и была освящена церковью) Готическая капелла.
В сентябре 2006 года в здании Готической капеллы прошла церемония прощания с Марией Фёдоровной (принцессой Да́гмар), супругой российского императора Александра III.
В конце июня 2008 года был открыт воссозданный Руинный мост.
19 июня 2010 после реставрации открыт для посетителей Фермерский дворец.

## Достопримечательности дворцового-паркового ансамбля Александрия

### Пейзажный парк
Парк Александрия расположен восточнее Нижнего парка Петергофа и отделен от него каменной стеной, которую прорезают Звериные, Никольские и Морские ворота, а с другой стороны граничит с усадьбой Знаменка. Южная граница Александрии проходит вдоль шоссе Петербург — Ораниенбаум (Ломоносов), а северная — по берегу Финского залива. Площадь парка − 115 гектаров. Приморский пейзажный парк Александрия раскинулся на двух террасах: нижней (прибрежной) и верхней, на которой были возведены основные архитектурные сооружения ансамбля — Коттедж, Фермерский дворец и Капелла.
Рельеф местности позволил создать разнообразные живописные пейзажи, в которых чередуются возвышенности и поляны, пологие склоны и глубокий овраг, широкие тенистые аллеи и узкие петляющие дорожки. Особое своеобразие в пейзаж Александрии привносит море, видимое из многих точек парка.

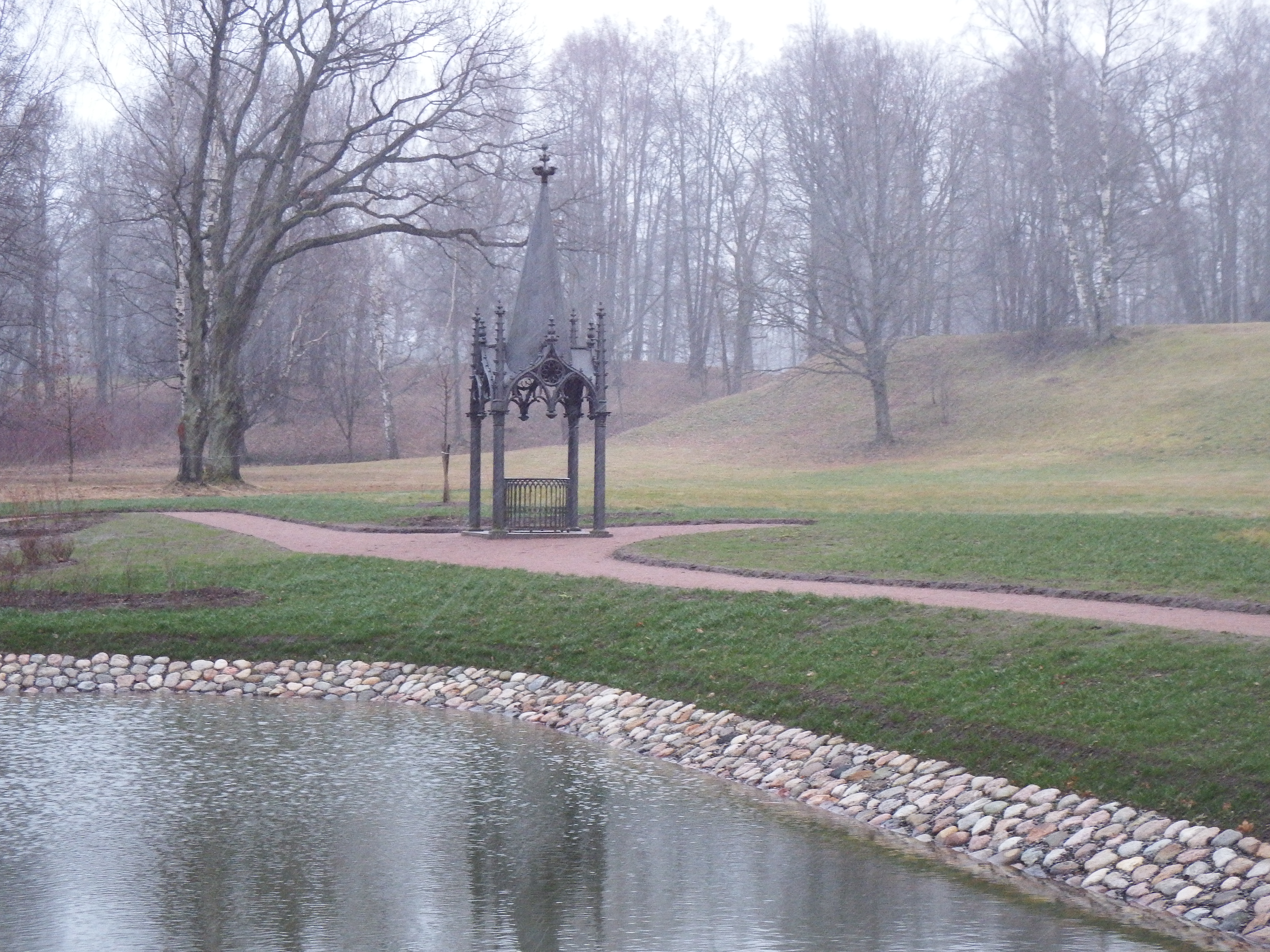
Готический колодец

Отличительной особенностью Александрии является разнообразие зеленых насаждений. Здесь можно встретить дубы и липы, берёзы и клёны, тополи и ясени. Много и редких, экзотических древесных и кустарниковых пород. Открытые зеленые поляны чередуются с группами деревьев и кустарников. На протяжении ряда лет Александрия обогащалась различными декоративными элементами — скульптурами, беседками, караулками, где использовались элементы готической архитектуры. Так, вблизи Коттеджа стояли «готические диваны» с высокими спинками. И сейчас рядом с Коттеджем можно увидеть ажурную зелёную металлическую беседку.
Романтический характер парка подчеркивал и Руинный мост, переброшенный через глубокий овраг. После войны от Руинного моста уцелели восточный устой и два постамента с гигантскими вазами, вырубленными из пудостского камня. Название моста связано с тем, что при его постройке рядом ещё были видны руины Меншиковского дворца.
По композиционному решению, умелому использованию рельефа, компоновке и подбору насаждений Александрия является превосходным образцом парка пейзажного стиля и относится к числу выдающихся памятников русской ландшафтной архитектуры XIX века.
Центральной композиционной осью парка служит Никольская аллея, прямолинейно пересекающая его с запада на восток — от одноимённых ворот в каменной стене до Большого пруда, где она вливается в скрещение нескольких аллей и, огибая пруд, выходит к восточной границе парка. Никольская аллея делит парк на северную и южную части — прибрежную и нагорную. Остальные дороги Александрии — извилистые, характерные для пейзажного паркостроения. Аллеи проложены с тонким расчетом, позволяющим рассматривать пейзаж с наиболее эффектных точек обзора, дающих иллюзию обширного пространства, протяженности и многообразия природного окружения.

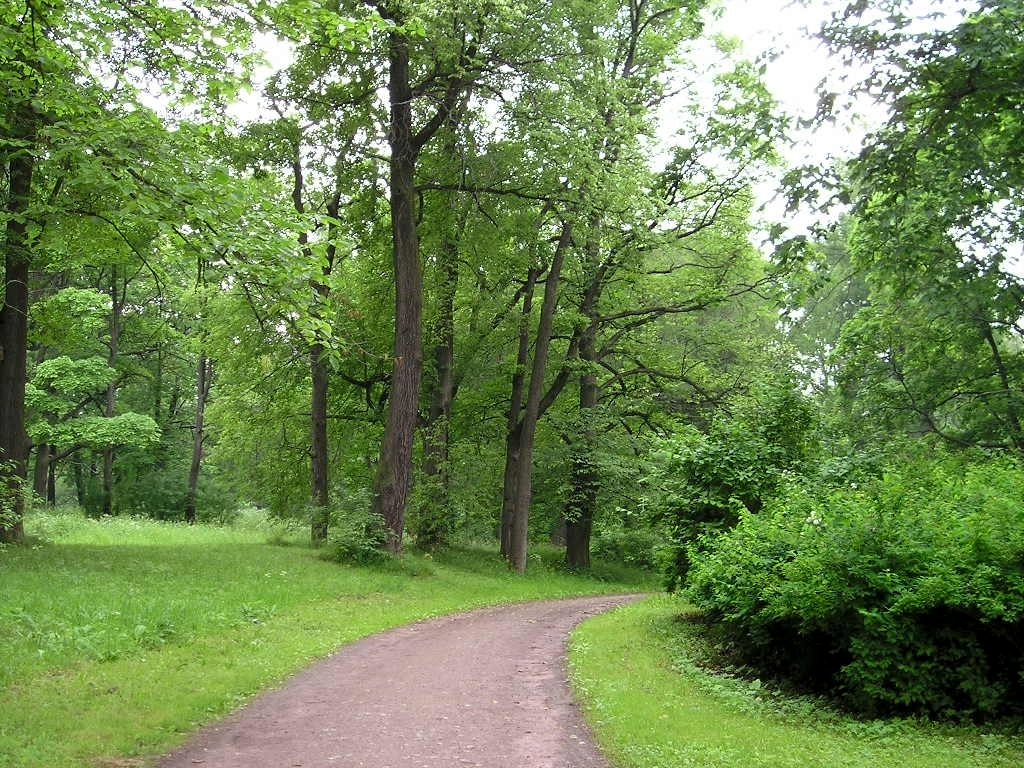
Аллея парка
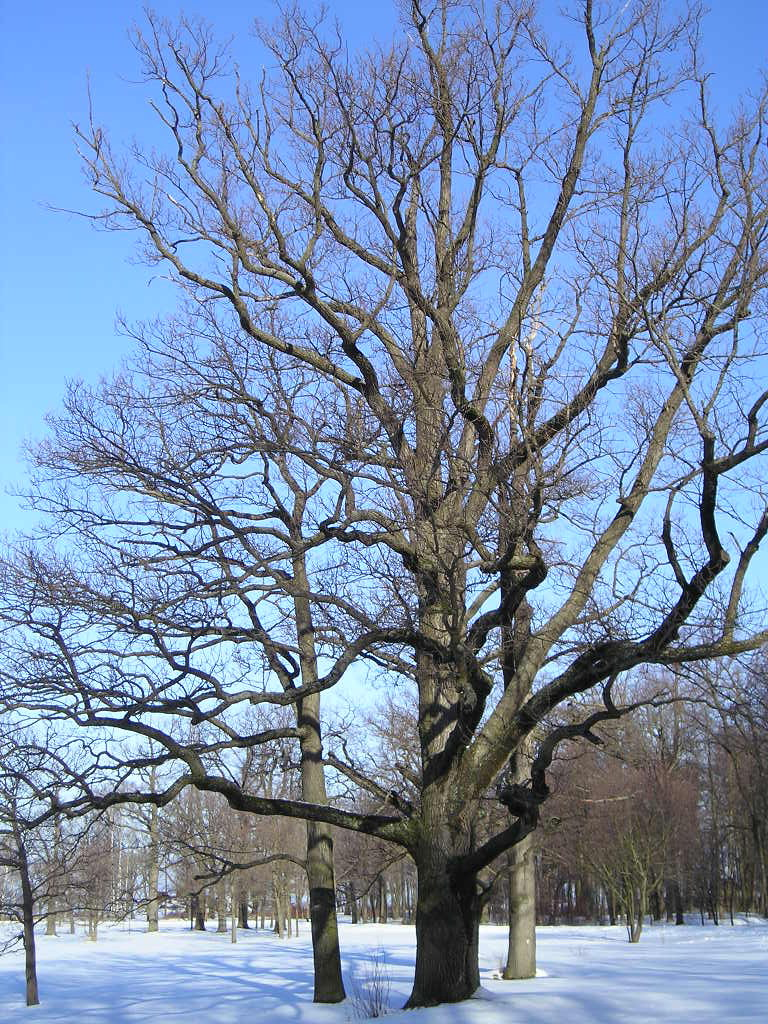
Старое дерево в парке
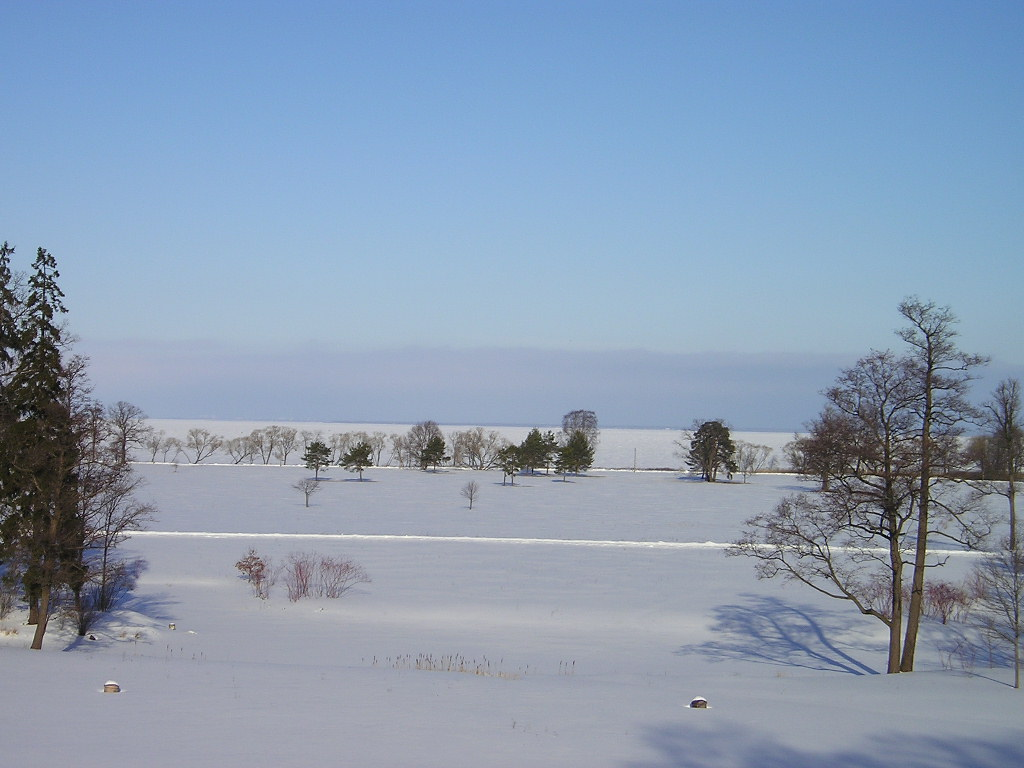
Вид на Финский залив от Коттеджа
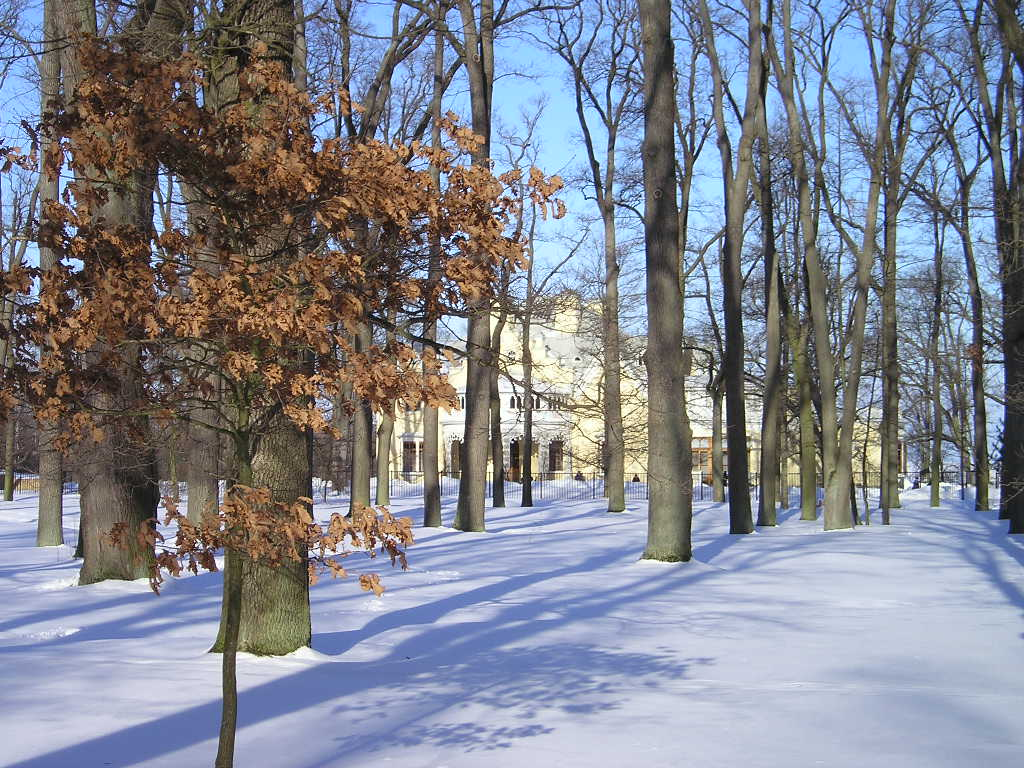
Коттедж зимой
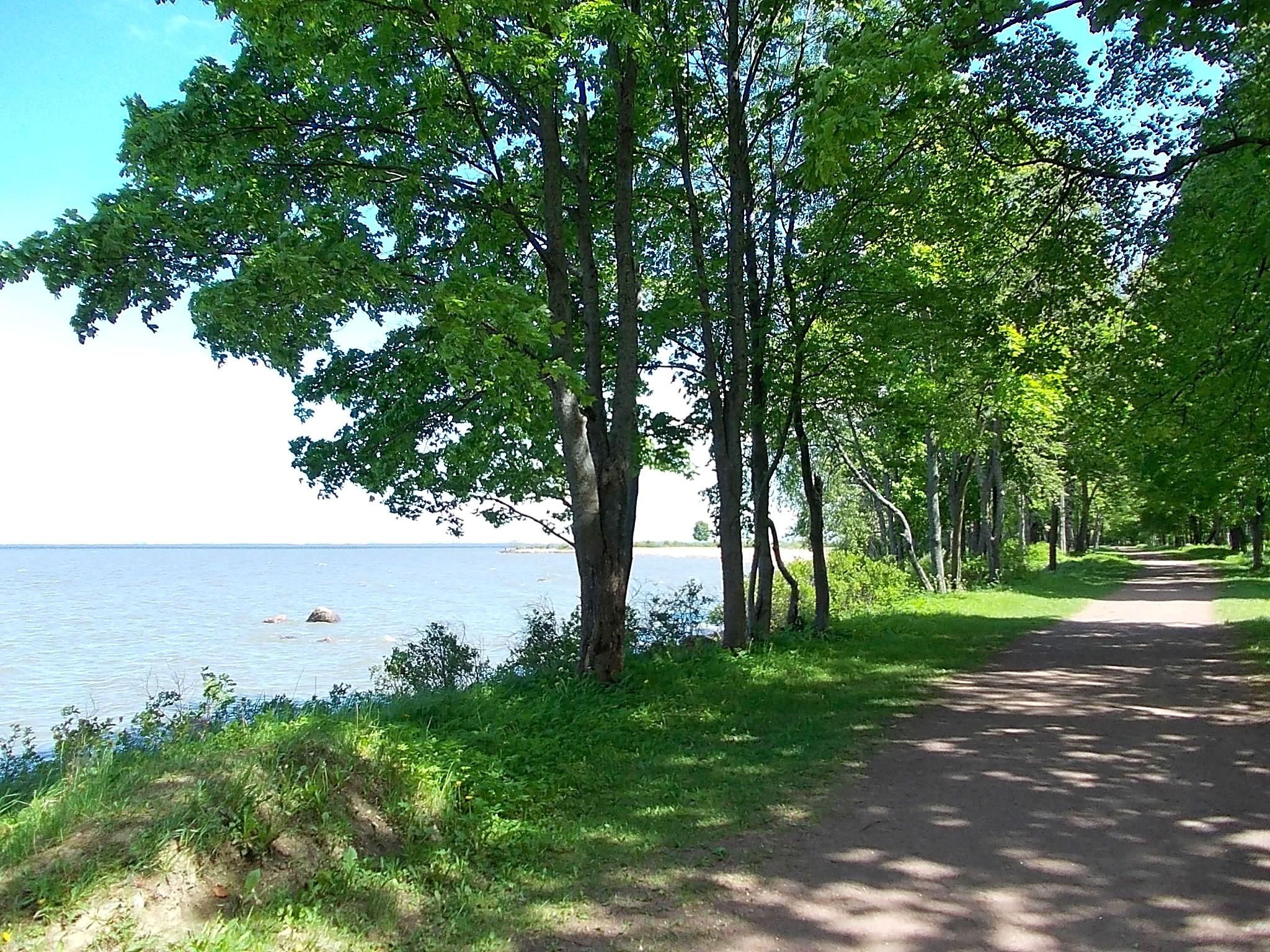
Аллея вдоль Финского залива
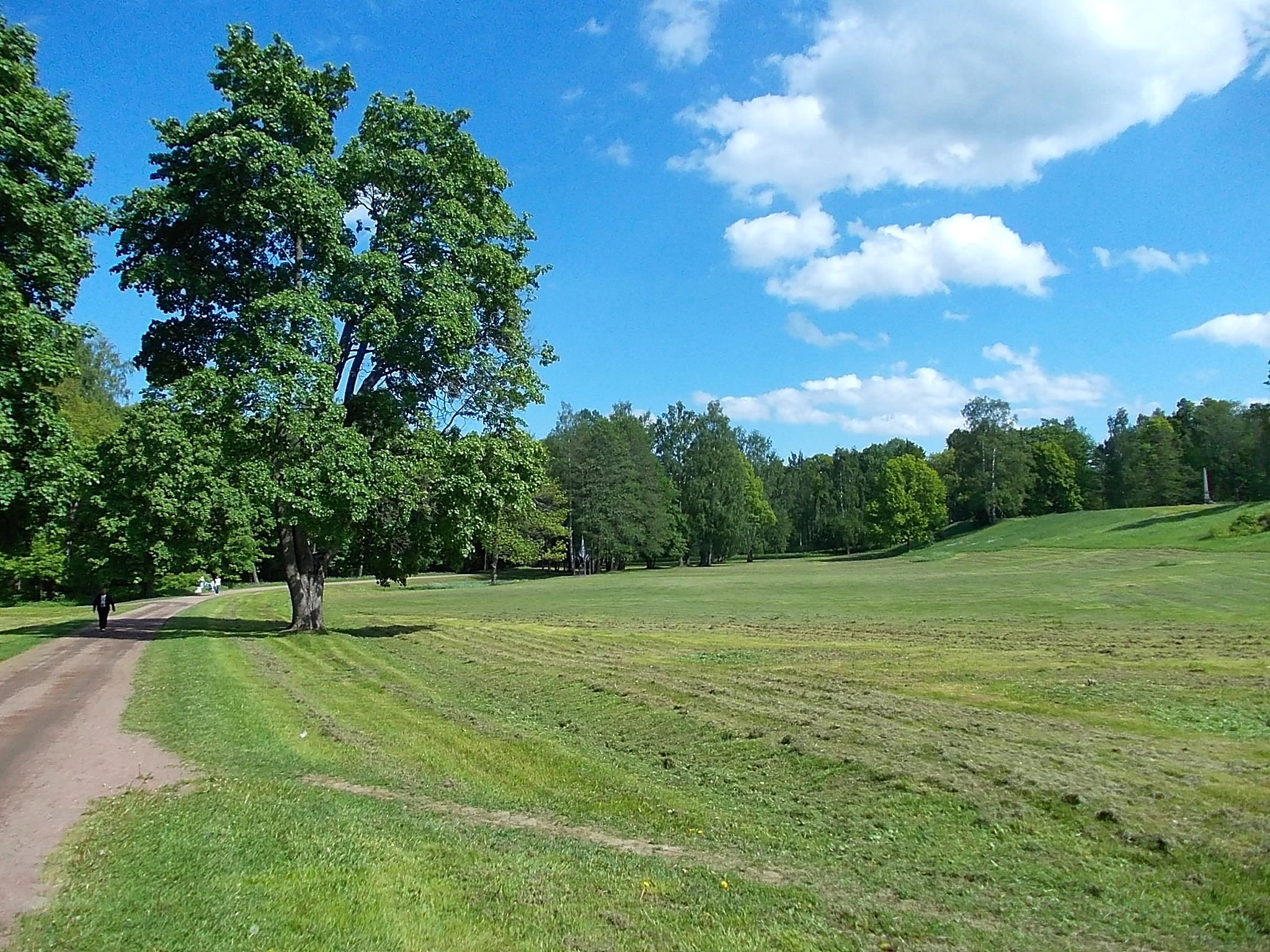
Луга в парке Александрия
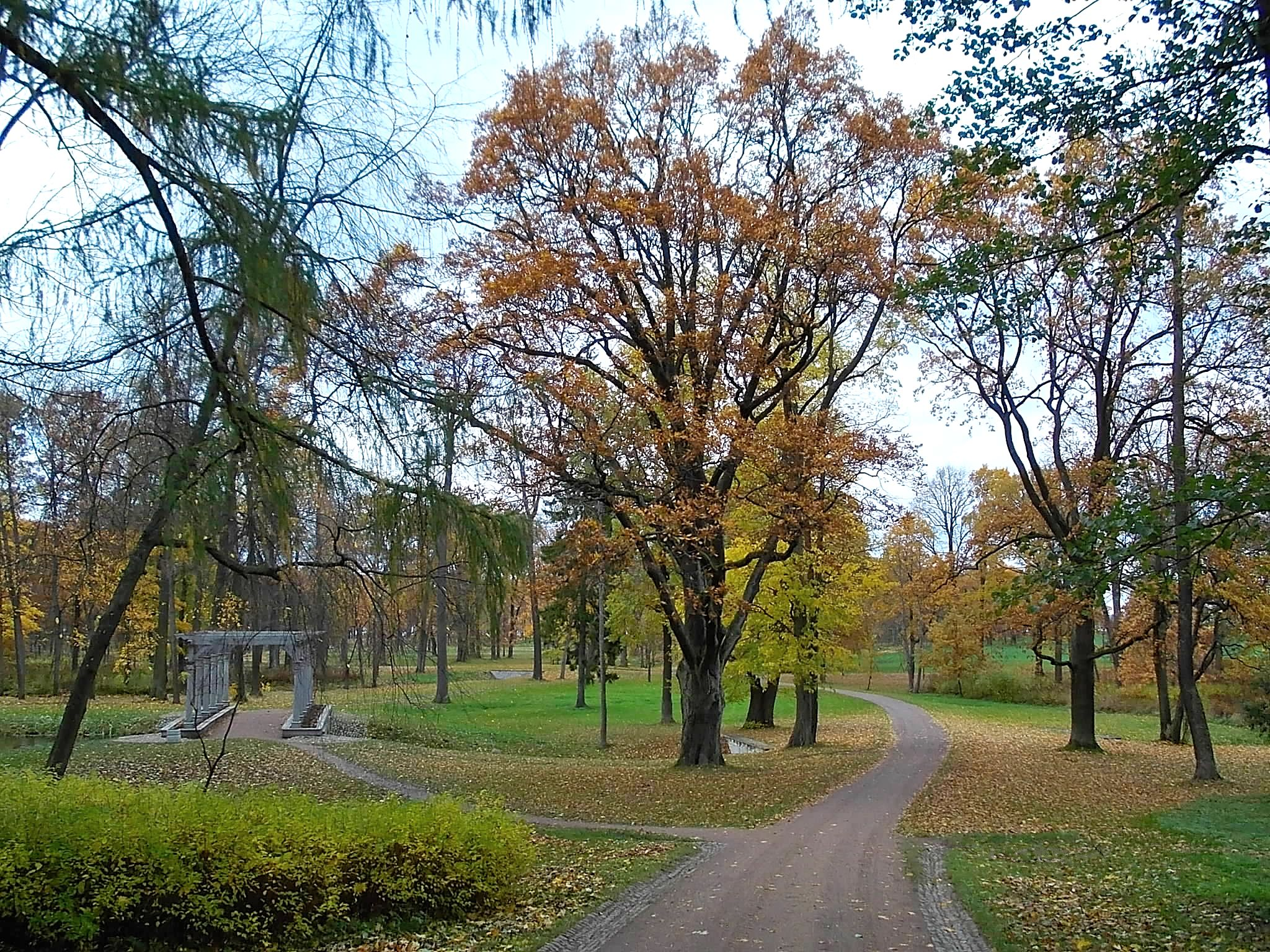
Осенний вид
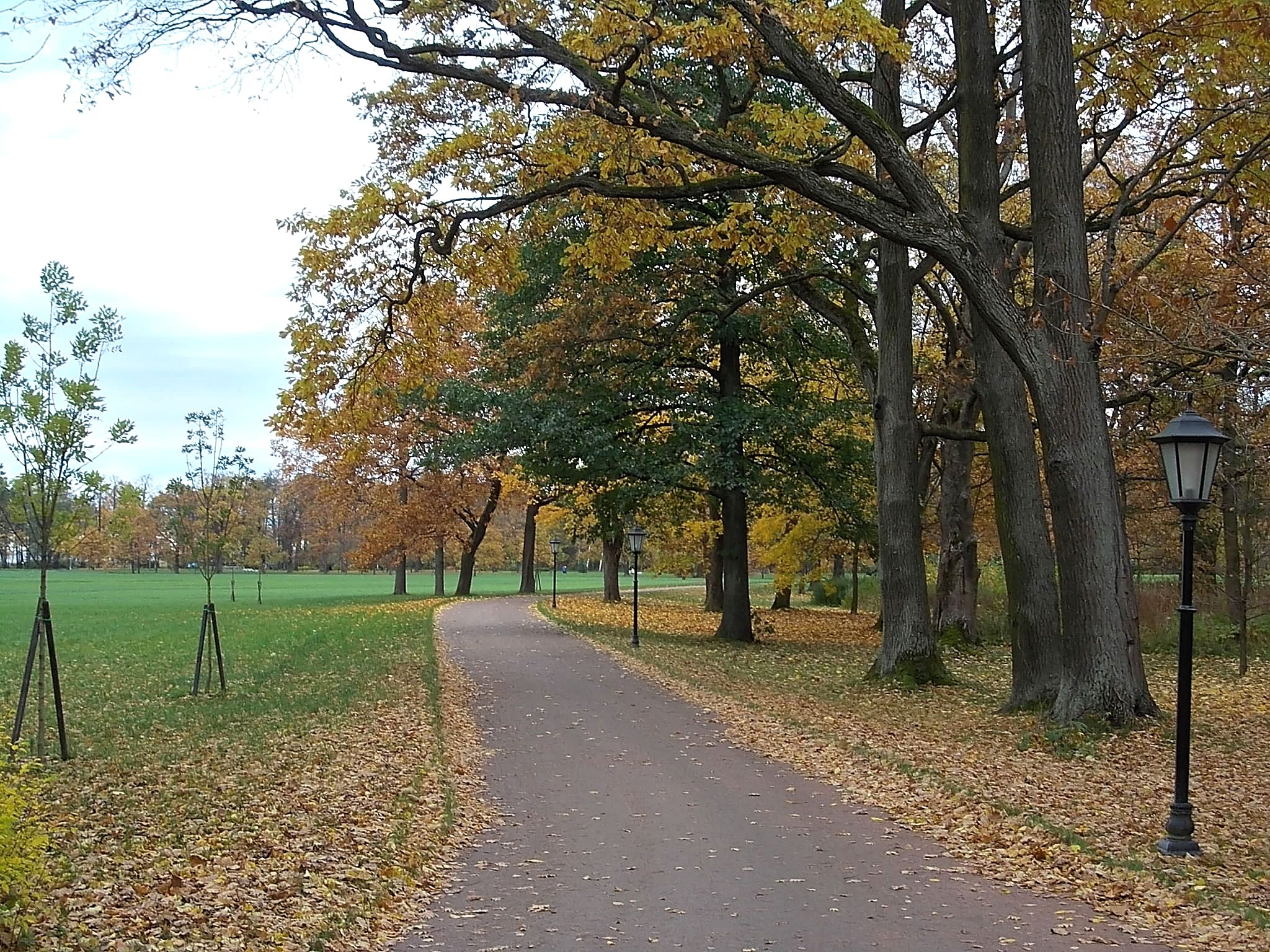
Аллея в парке осенью
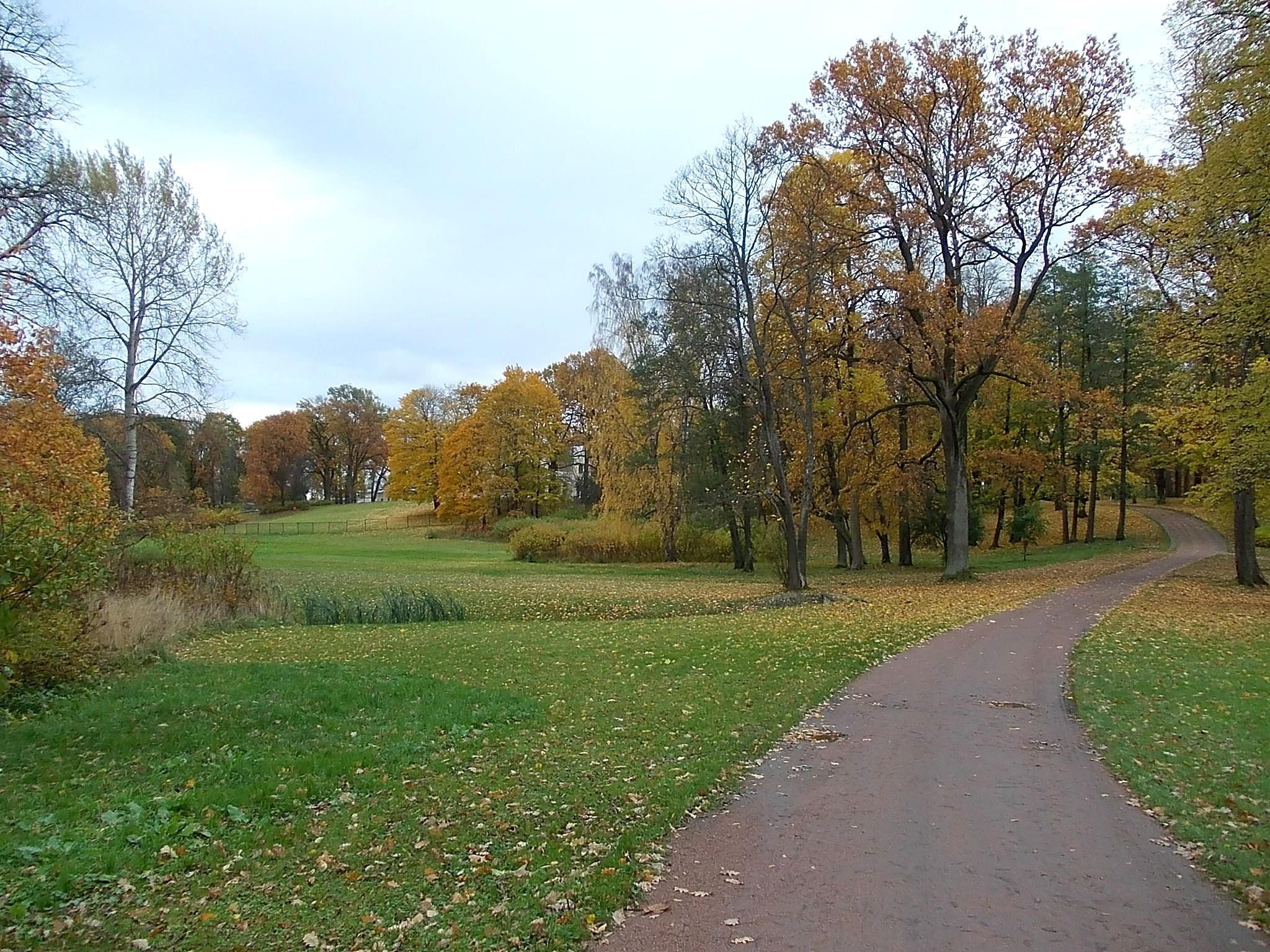
В Александрии осенью
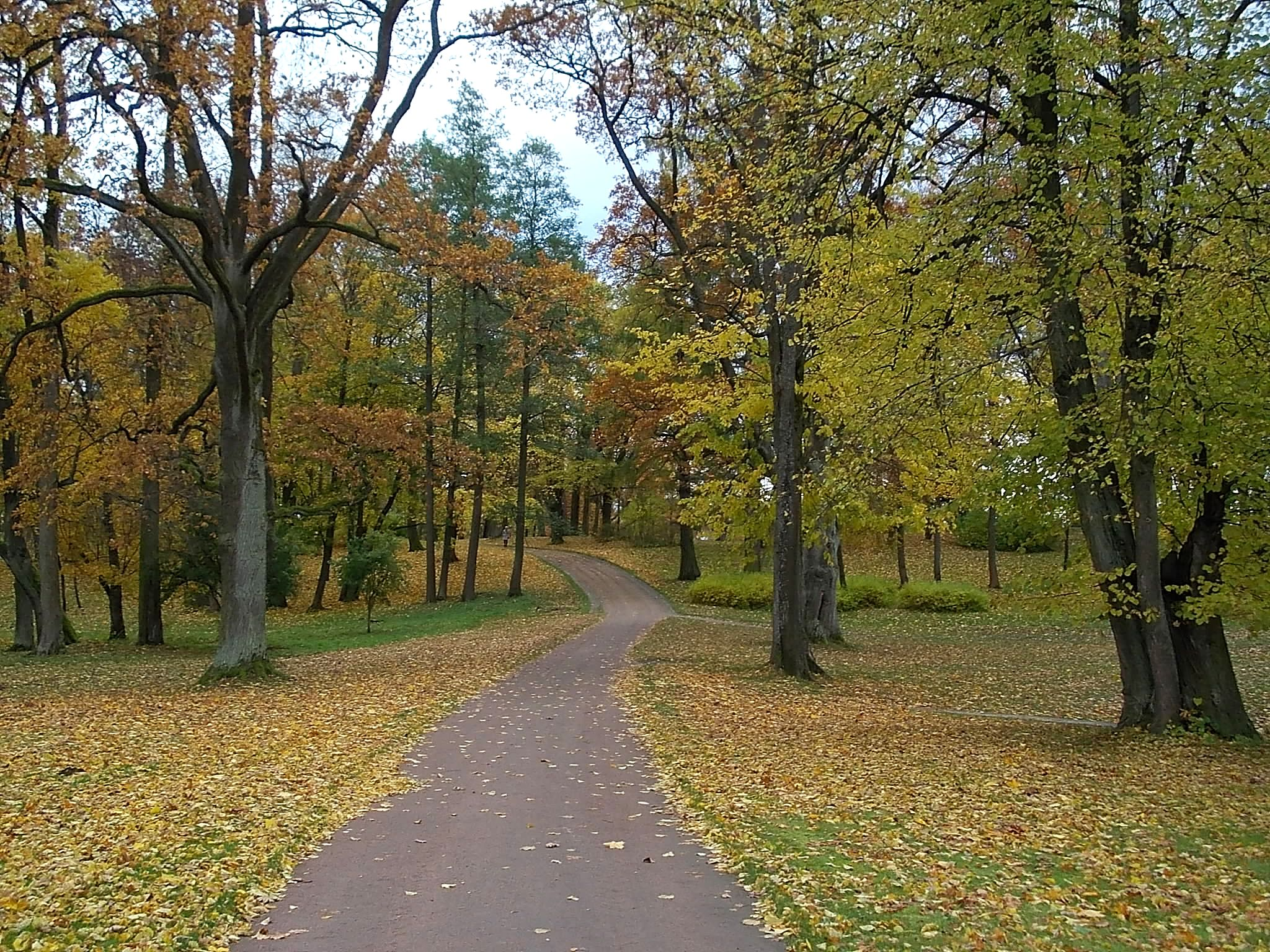
В осеннем парке
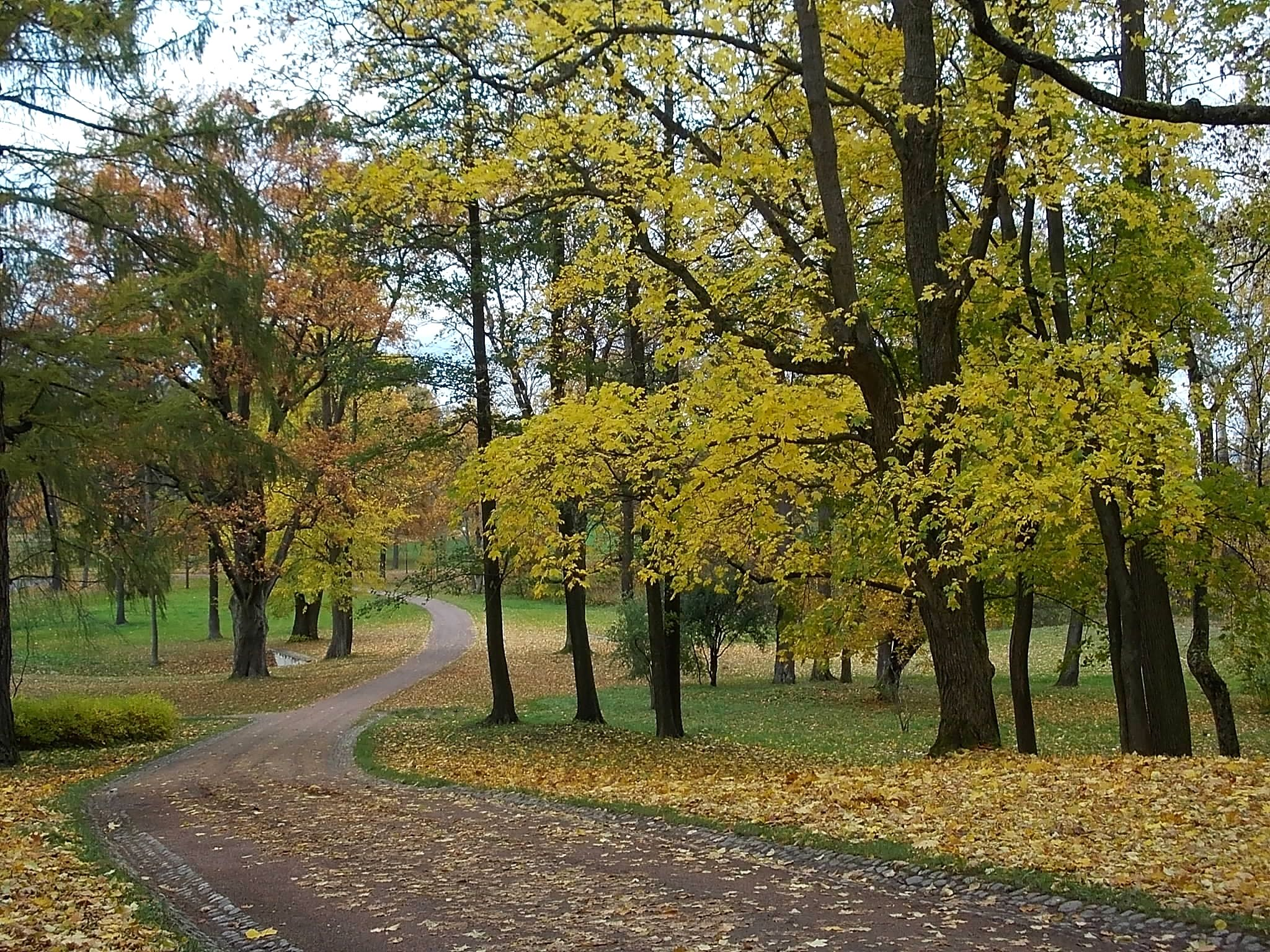
Осень в парке Александрия
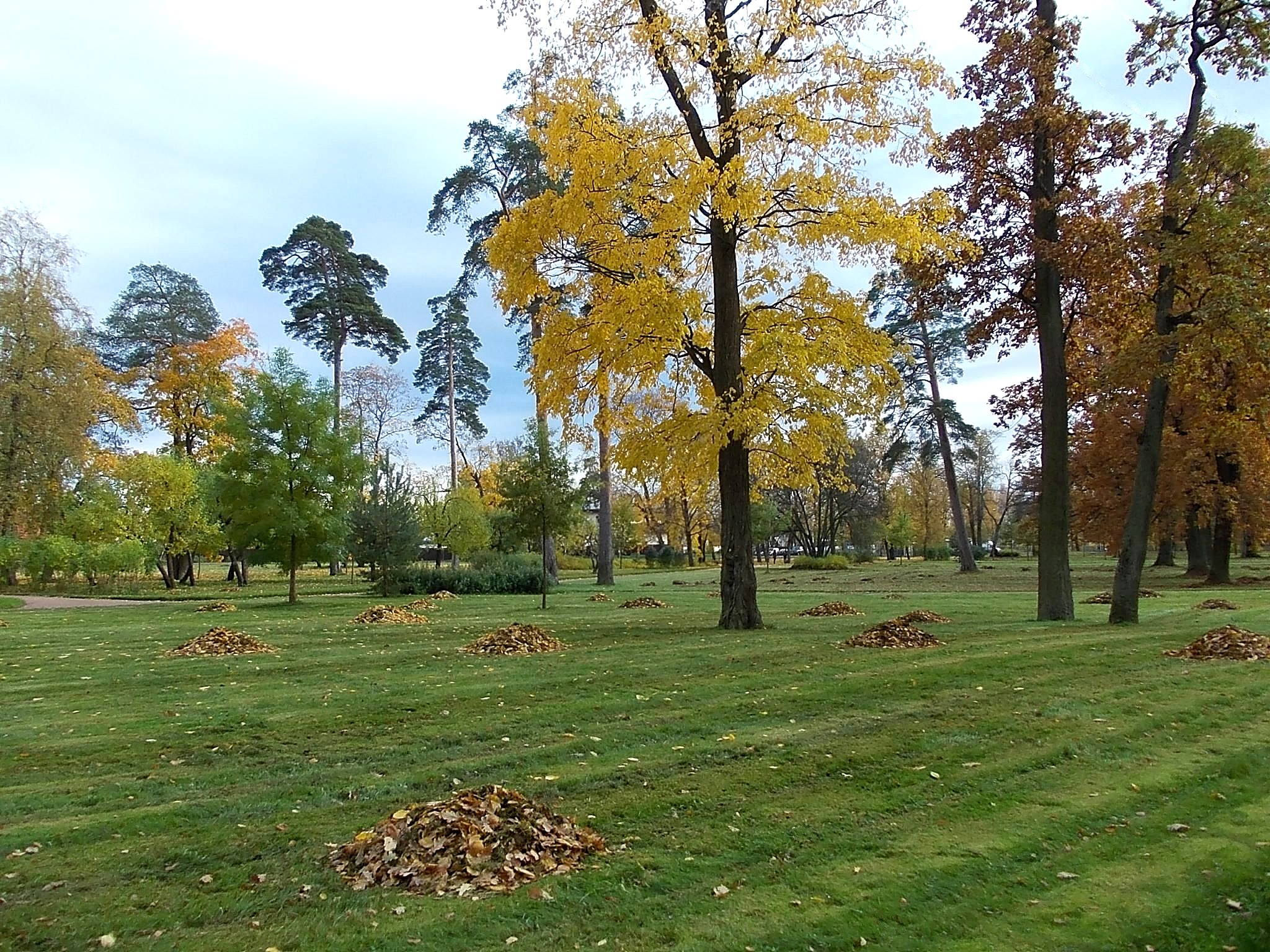
Осень в Александрии
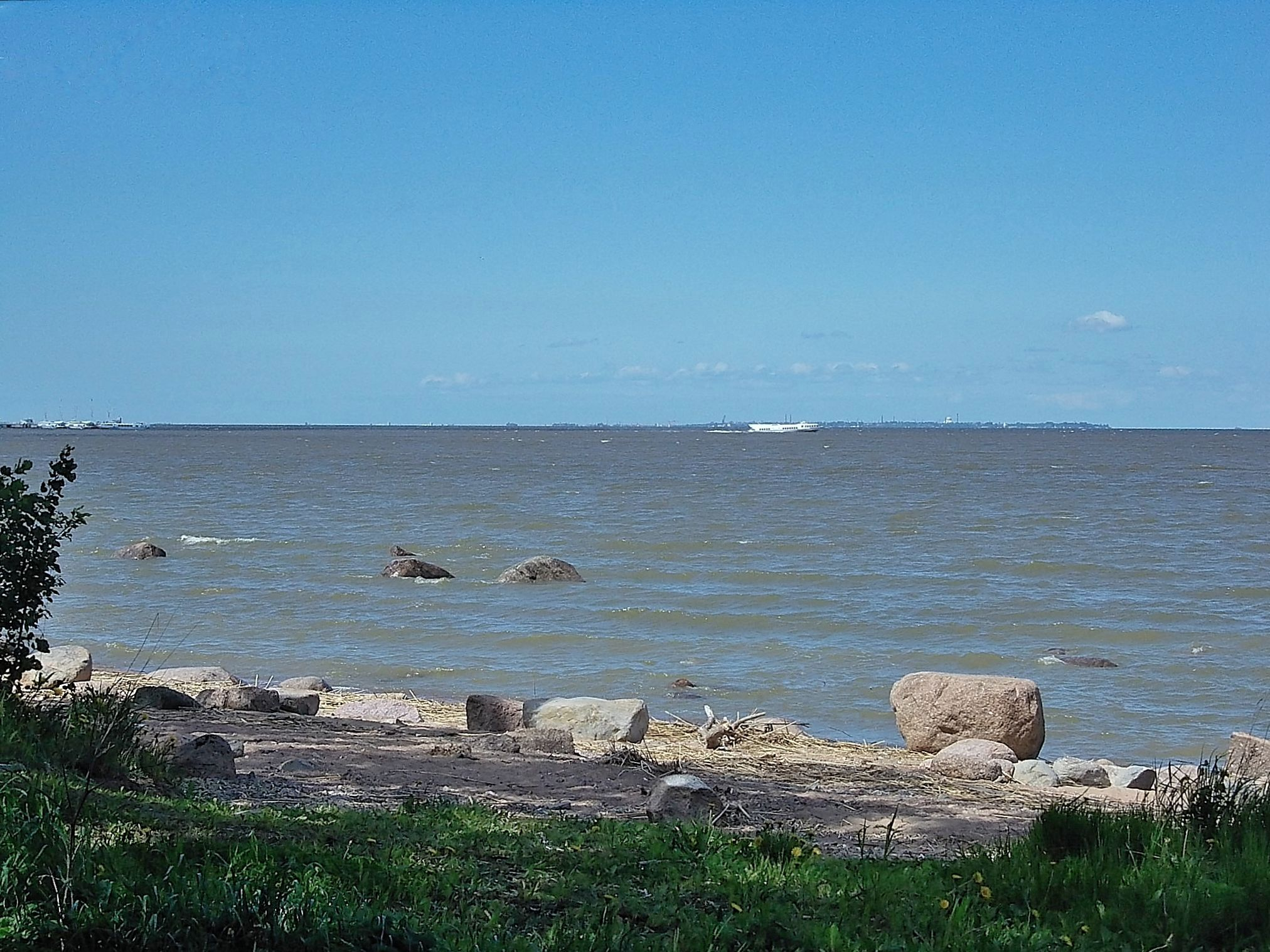
Вид на Финский залив из парка
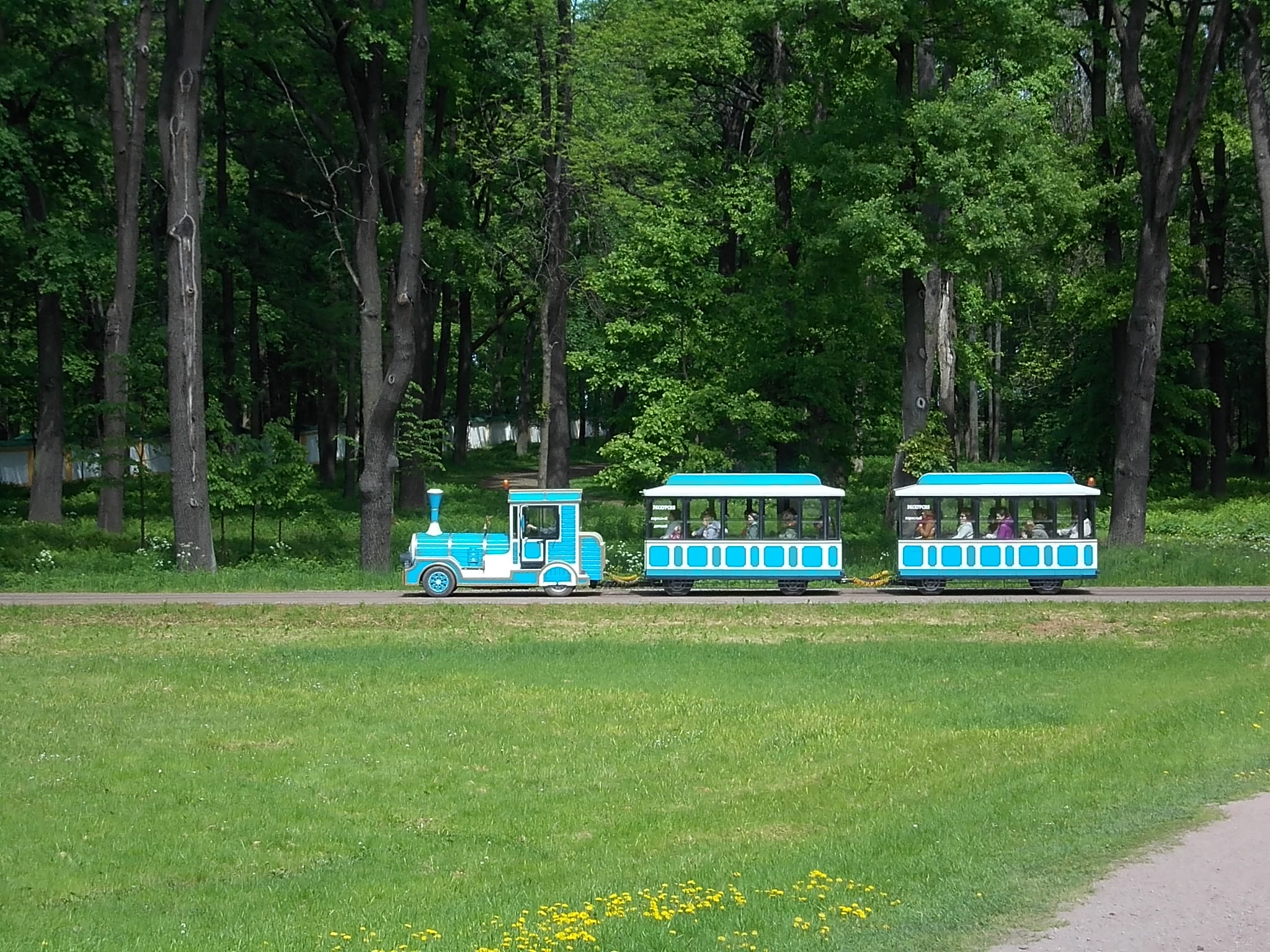
"Паровозик" в парке
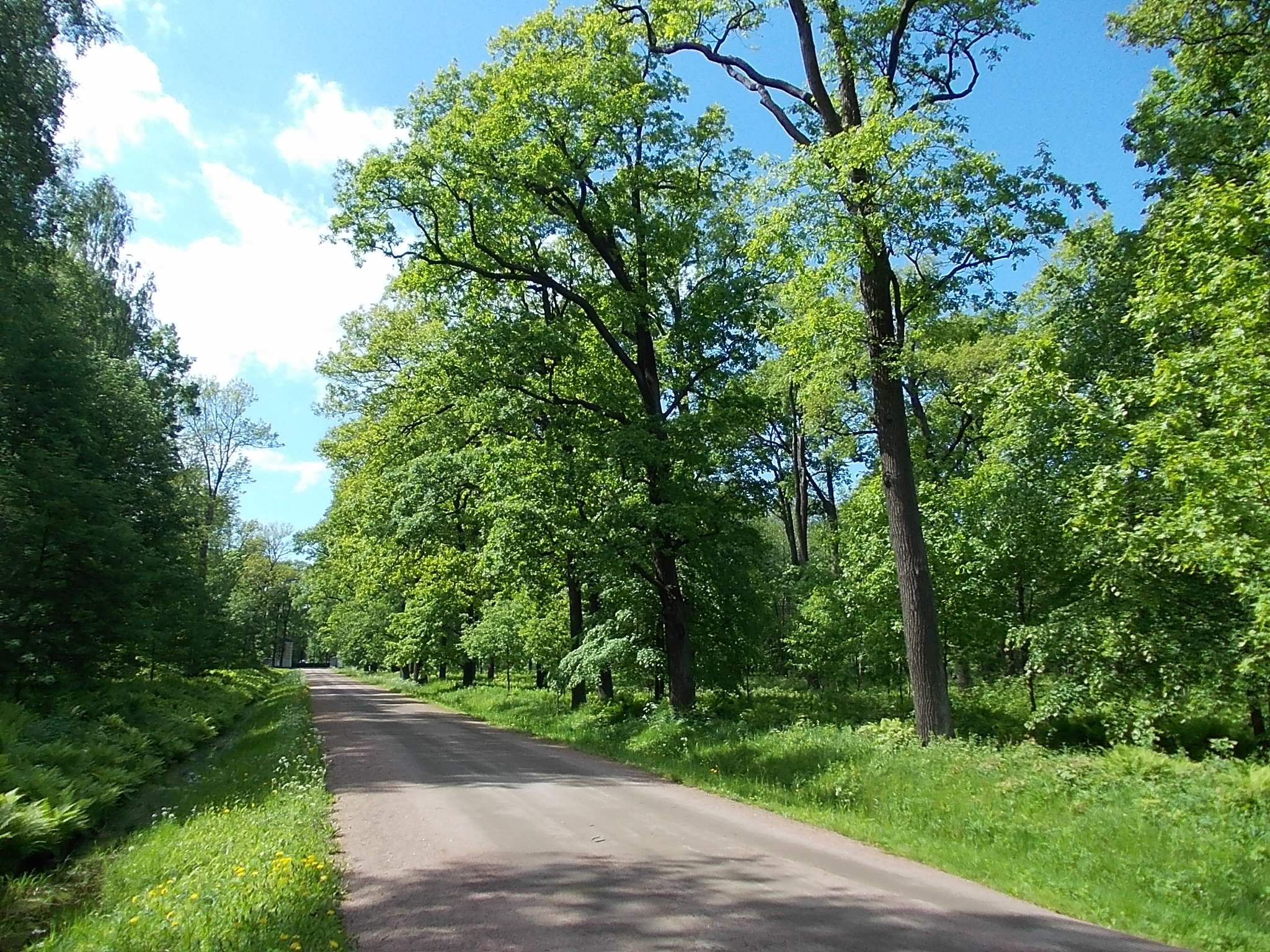
Аллея в парке

### Коттедж

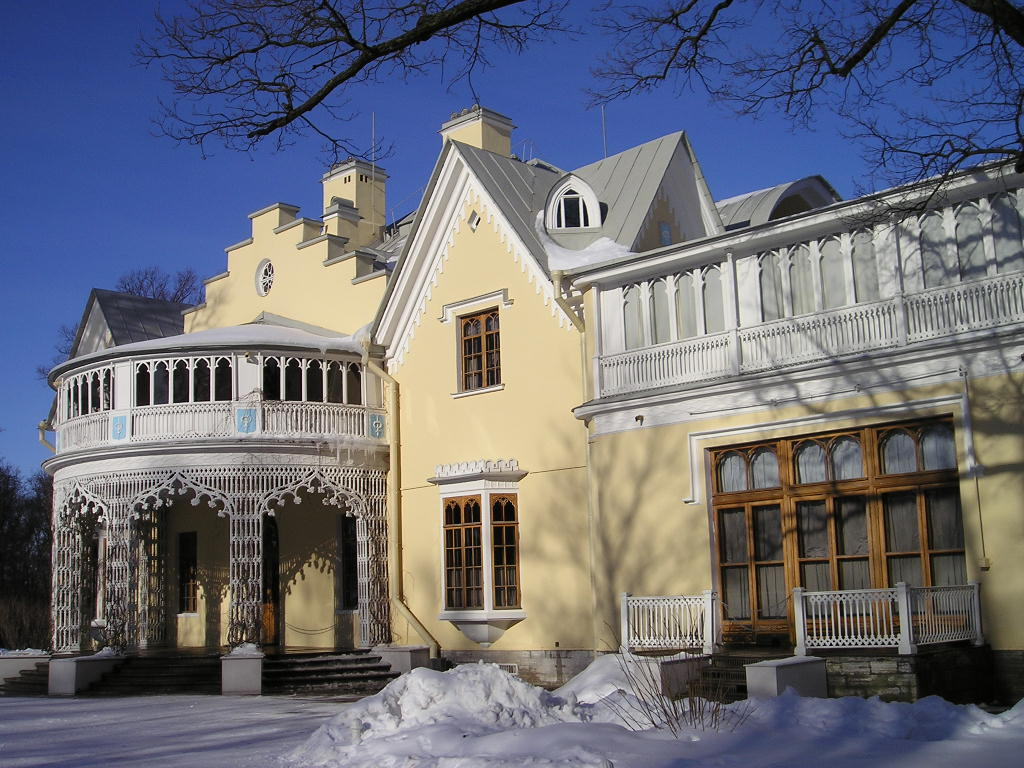
Коттедж

Дворец Котте́дж — центральное архитектурное сооружение ансамбля Александрия. Дворец расположен на верхней террасе, в юго-восточной части парка, откуда открывается панорама Финского залива с виднеющимися вдали очертаниями Санкт-Петербурга и Кронштадта.
Коттедж построен в 1826—1829 гг. по проекту архитектора А. Менеласа в так называемом «готическом» стиле. Небольшое двухэтажное здание с мансардой украшено остроугольными фронтонами, стрельчатыми аркадами, окнами-эркерами, розетками, арочными поясками, крестоцветами, трилистниками. В строительстве и отделке интерьеров дворца принимали участие академик живописи Д. Б. Скотти, резчик В. Захаров, лепщик М. Соколов, многие талантливые русские умельцы — паркетчики, столяры, штукатуры, каменщики и другие мастера.
Ажурная лепка потолков в виде готических решёток, арок, кронштейнов сочетается с орнаментальной живописью, дополняющей оформление интерьеров. Важным элементом архитектурно-художественного декора помещений является виртуозная резьба оконных и дверных откосов, строгий геометрический рисунок паркета. Готический орнамент повторяется и в коврах ручной работы, декоре печей, мраморных каминов, мебели. Часы, канделябры, люстры выполнены также в готическом стиле. Значительную роль в оформлении интерьеров играет живопись, украшающая стены и потолки многих помещений. О победах в русско-турецкой войне 1828—1829 гг. напоминает вмонтированный в стену вестибюля камень, взятый русскими войсками при штурме крепости Варна.

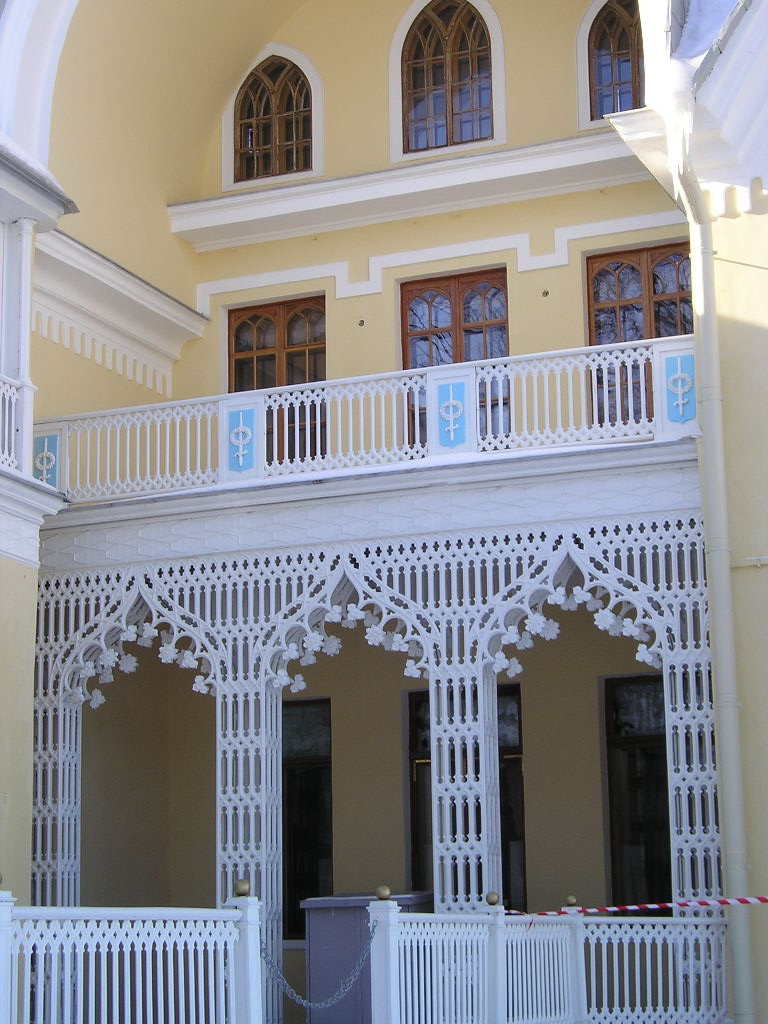
Балкон Коттеджа

Коттедж был летней резиденцией Николая I и его жены Александры Фёдоровны.
В 1842—1843 гг. по проекту архитектора А. И. Штакеншнейдера к Коттеджу пристраивается Столовая с Мраморной террасой. Во внешней нише стены северного фасада здания архитектор поместил скульптурную группу «Мадонна с младенцем».

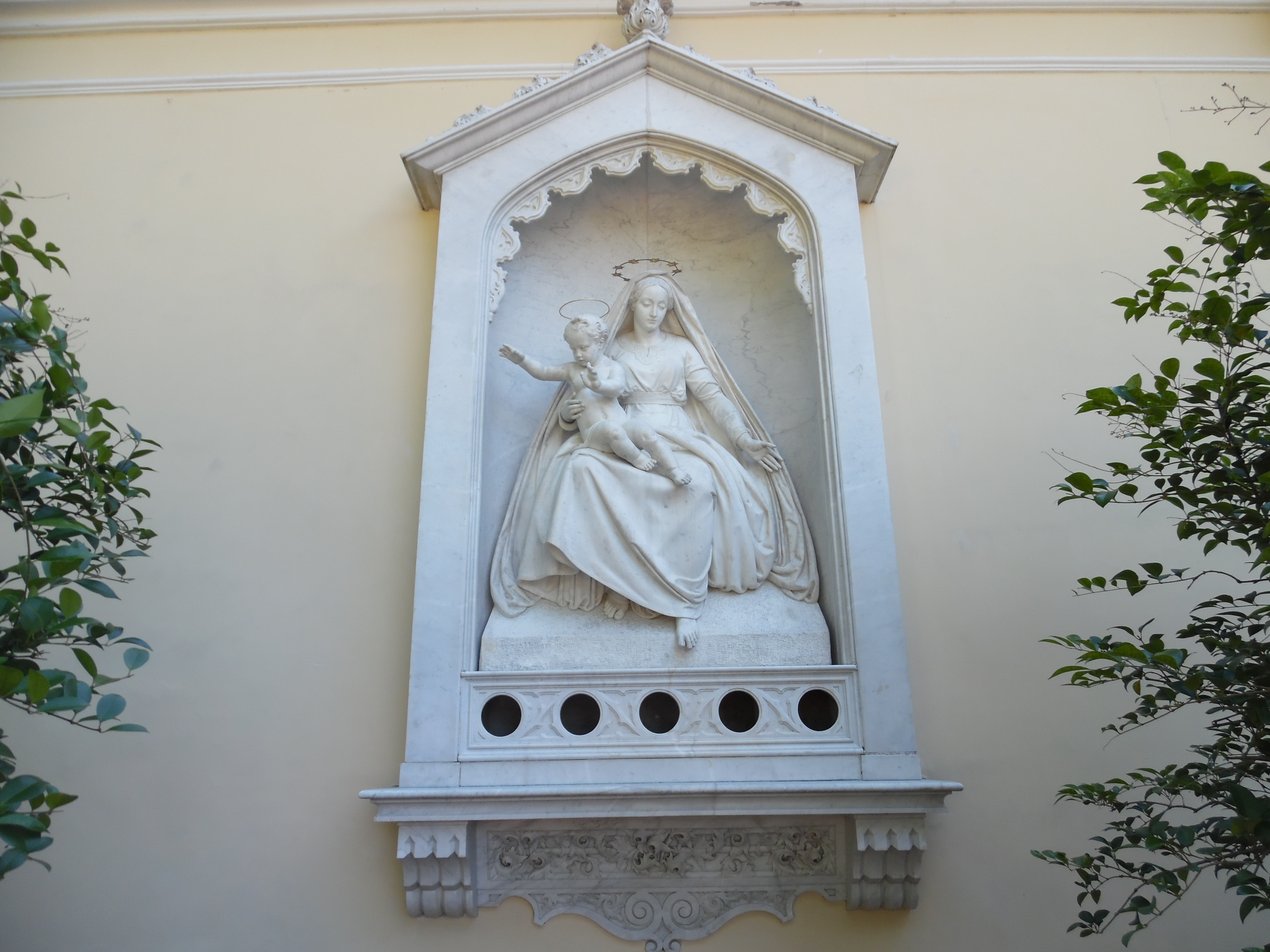
Горельеф «Мадонна с младенцем»

Наиболее интересные и богато оформленные комнаты находятся на первом этаже. Интерьер комнат второго этажа, за исключением кабинета Николая I, более сдержан, а сами они невелики. На первом этаже помимо Столовой находятся Кабинет Александры Федоровны, Большая гостиная, а также Библиотека, Большая и Малая приемные. Несколько комнат были предназначены для детей. К ним примыкает оформленный в виде палатки Учебный балкон. Помещения дворца — характерный образец русского жилого интерьера эпохи романтизма.
После Октябрьской революции дворец Коттедж был превращен в историко-художественный музей. Материалы экспозиции, созданной на научной основе, позволили проводить большое количество экскурсий, знакомивших посетителей с русским и западноевропейским искусством второй четверти XIX века.
Во время Великой Отечественной войны большинство экспонатов дворца было эвакуировано (из 2500 предметов, находившихся в экспозиции, спасено 1980), а здание сохранилось, хоть и получило некоторые повреждения. Погибла почти вся оставшаяся мебель, значительно пострадали лепной декор, многие резные дубовые панно, живопись стен.
Реставрация дворца была завершена в 1978 году.

### Фермерский дворец

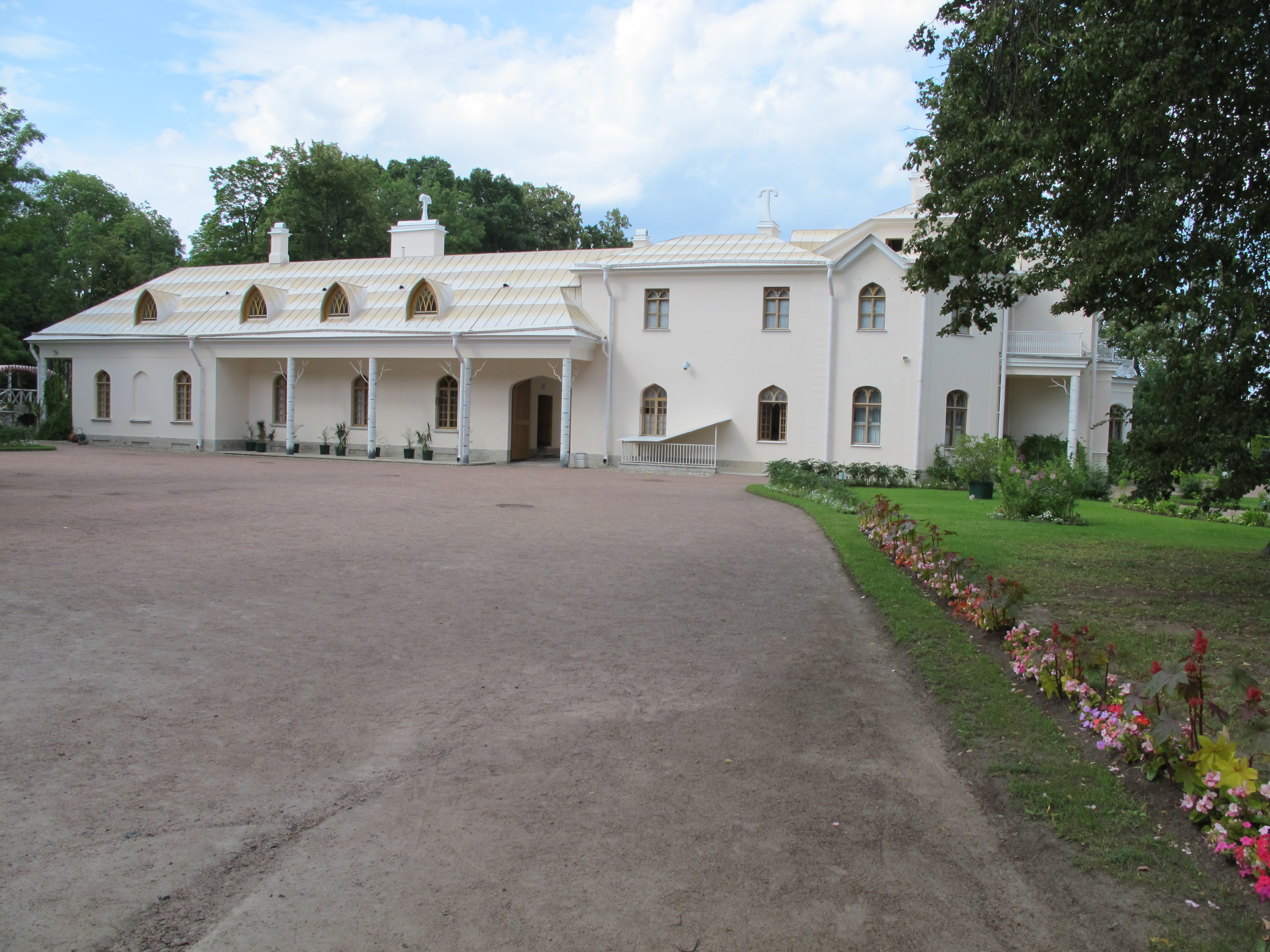
Фермерский дворец, построен в 1828—1831 гг.

В 1828—1831 гг. архитектором А. Менеласом был построен павильон при молочной ферме для великого князя Александра Николаевича. В дальнейшем он неоднократно перестраивался архитектором А. И. Штакеншнейдером. В итоге из скромного павильона он превратился в загородный дворец в стиле неоготики и стал играть роль летнего загородного дворца семьи Александра II. Недалеко от Фермерского дворца для игры детей были сооружены: крестьянская избушка, фермочка с огородом, водяная мельница, пожарная каланча и крепость с земляным валом. Интересно, что здесь, в Фермерском дворце, обсуждался указ об отмене крепостного права. В здании дворца появился и первый в России лифт, впрочем поднимаемый вручную.
После смерти императора и до революции 1917 года в Фермерском дворце жили со своими семьями уже взрослые дети и внуки Александра II и Марии Александровны: императоры Александр III и его сын Николай II.
После 1917 года во дворце размещался историко-бытовой музей, расформированный в 1932 году, а с 1926 года — база отдыха НКВД.
В годы Великой Отечественной войны во дворце находился штаб нацистской армии.
После войны здание капитально не перестраивалось и не реставрировалось. В 1950-х годах здесь находилось общежитие Петродворцового Часового завода, а с 1975 года здание пустовало.
В 2003—2005 годах дворец реставрировался, однако произошедший 22 декабря 2005 года пожар заставил продолжить реставрацию и в 2006 году. Причиной пожара стало нарушение техники безопасности рабочими, проводившими ремонтно-реставрационные работы.
Отреставрированный после пожара дворец был открыт для посещений в июне 2010 года.

### Готическая капелла
Готи́ческая капе́лла — церковь Александра Невского, построенная в готическом стиле.

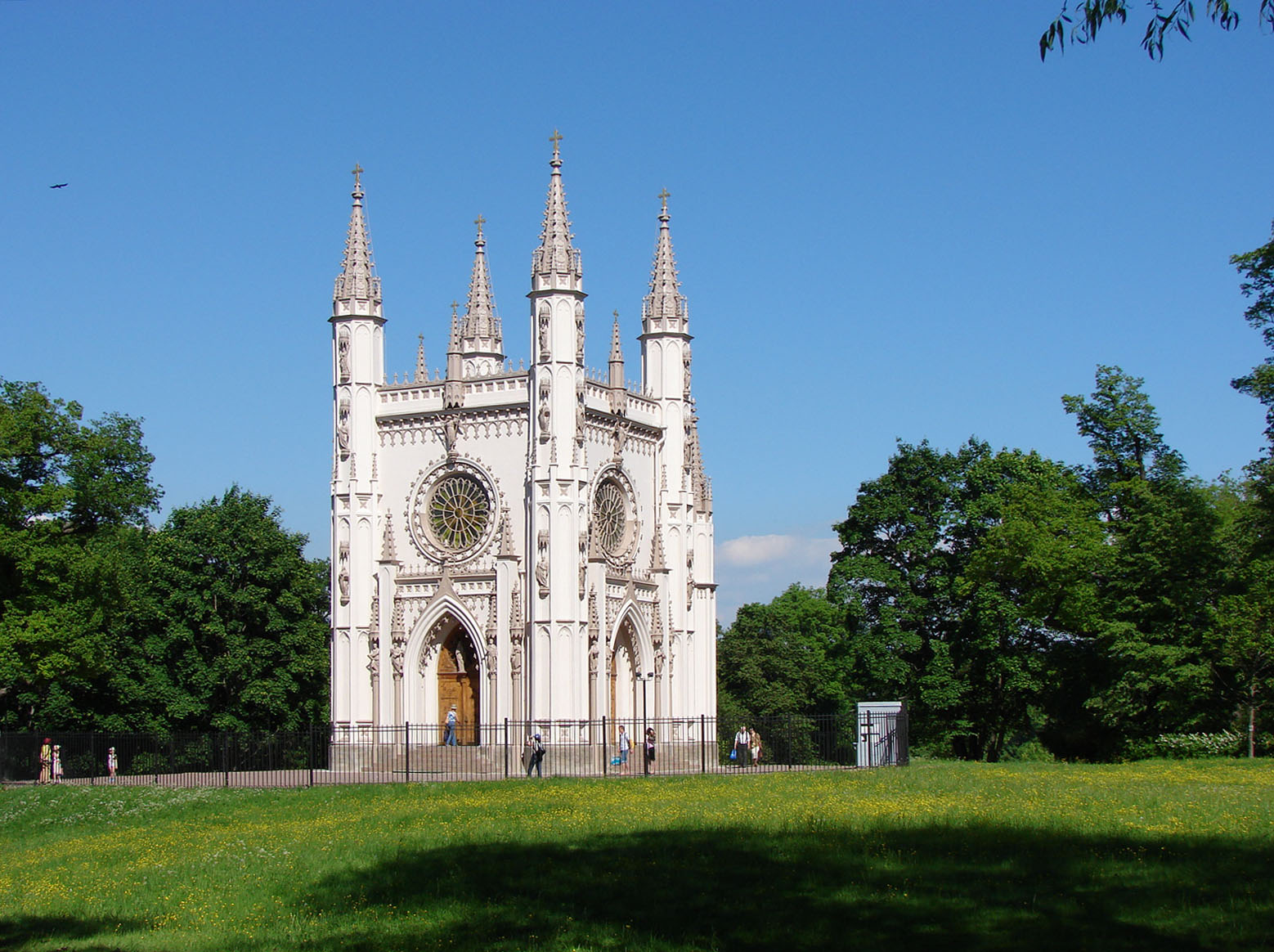
Готическая капелла, 2006 год

В 1829 году, после завершения строительства Коттеджа, возникла необходимость в домовой церкви. Место для будущей домашней молельни в западной части Александрии выбрал сам Николай I. В 1830 году началось возведение храма под руководством А. Менеласа, а затем И. Шарлеманя. Летом 1834 года строительство было закончено, и 3 июля состоялось освящение церкви во имя Святого благоверного великого князя Александра Невского.
Название Готическая капелла церковь приобрела благодаря тому, что была построена в средневековом, готическом стиле.
Церковь представляет собой небольшое, квадратное в плане здание с одинаковыми фасадами, завершенными парапетами, прорезанными окнами-розами и стрельчатыми порталами. К восточному фасаду примыкает алтарный выступ. Восемь башен со шпилями увенчаны вызолоченными православными крестами. Фасады здания украшают сорок три фигуры Святых, изготовленные из выколотной меди по моделям скульптора В. И. Демут-Малиновского. Деревянные двери храма ведут прямо в зал. Несмотря на то, что Капелла — православная церковь, декоративное убранство её интерьера выдержано в готическом стиле. Композиция иконостаса вписана в стрельчатые арки, настенную живопись заменяют витражи.
Готическая капелла являлась частным владением Дома Романовых. Каждый год, во время присутствия Их Величеств в Петергофе, храм оживал. Божественные литургии проводились здесь регулярно в воскресные и праздничные дни. После благополучного завершения событий личного характера, перед путешествиями и по возвращении из них, перед вступлением в брак обязательно заказывался молебен.
Во время Великой Отечественной войны отделка и внутреннее убранство церкви пострадали. После реставрации 1997—1998 гг. Капелла восстановлена, воссозданы живопись иконостаса и витражи. В наши дни церковь возрождена не только как архитектурный памятник, но и как православная святыня (после очередной реставрации, завершившейся в 2006 году, церковь была освящена). В сентябре 2006 года в здании Готической капеллы прошла церемония прощания с Марией Фёдоровной (принцессой Да́гмар).

### Нижняя дача

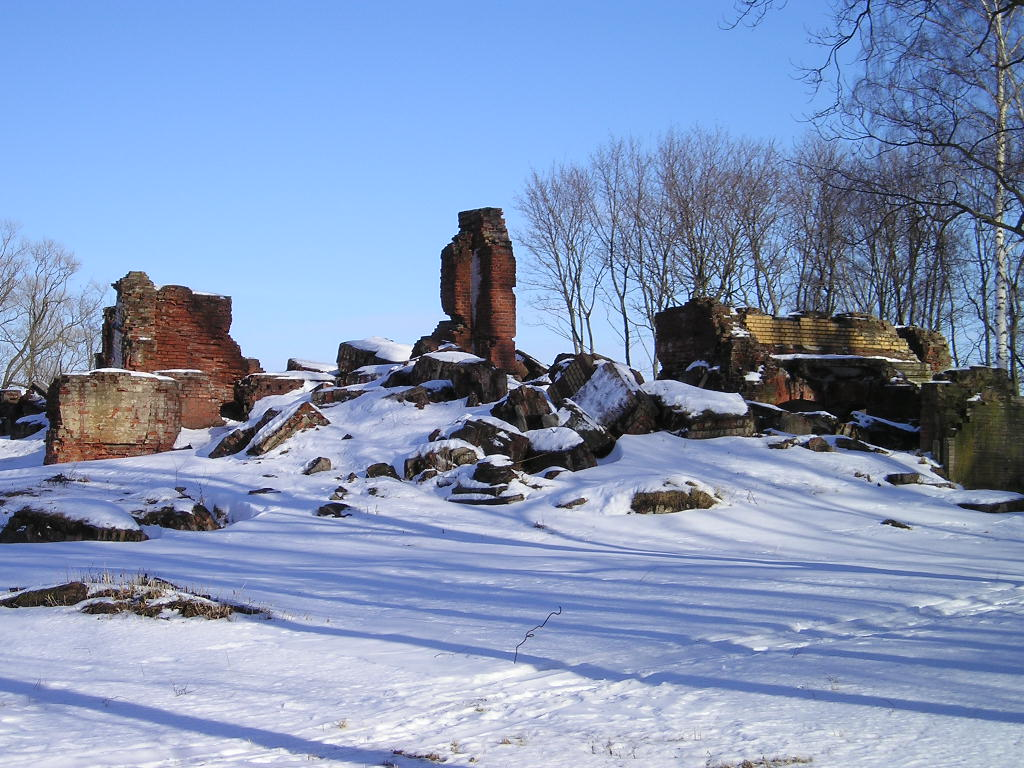
Руины Нижней дачи, 2004 год

Последнее крупное дворцовое сооружение Александрии — четырёхэтажный Нижний, или Новый, дворец Николая II, называвшийся чаще Нижней дачей, так как располагался на берегу моря, в северо-восточном углу парка.
В середине 80-х годов XIX века архитектор А. Томишко построил для Александра III павильон «итальянской архитектуры», а через десять лет он же пристройкой так называемой детской половины исполнил желание Николая II иметь в Александрии новую дачу.
Вблизи дворца на самом берегу залива были построены служебные помещения. Выдержанные в едином стиле, они создали небольшой дворцово-парковый ансамбль.
Здесь 30 июля 1904 года родился их единственный сын Алексей. Здесь же императором был подписан манифест о вступлении России в Первую мировую войну.
В первые годы советской власти здесь во дворце был организован музей, пользовавшийся большой популярностью, однако вскоре здание передали под пансионат НКВД.

#### Нижняя дача в начале 1950-х

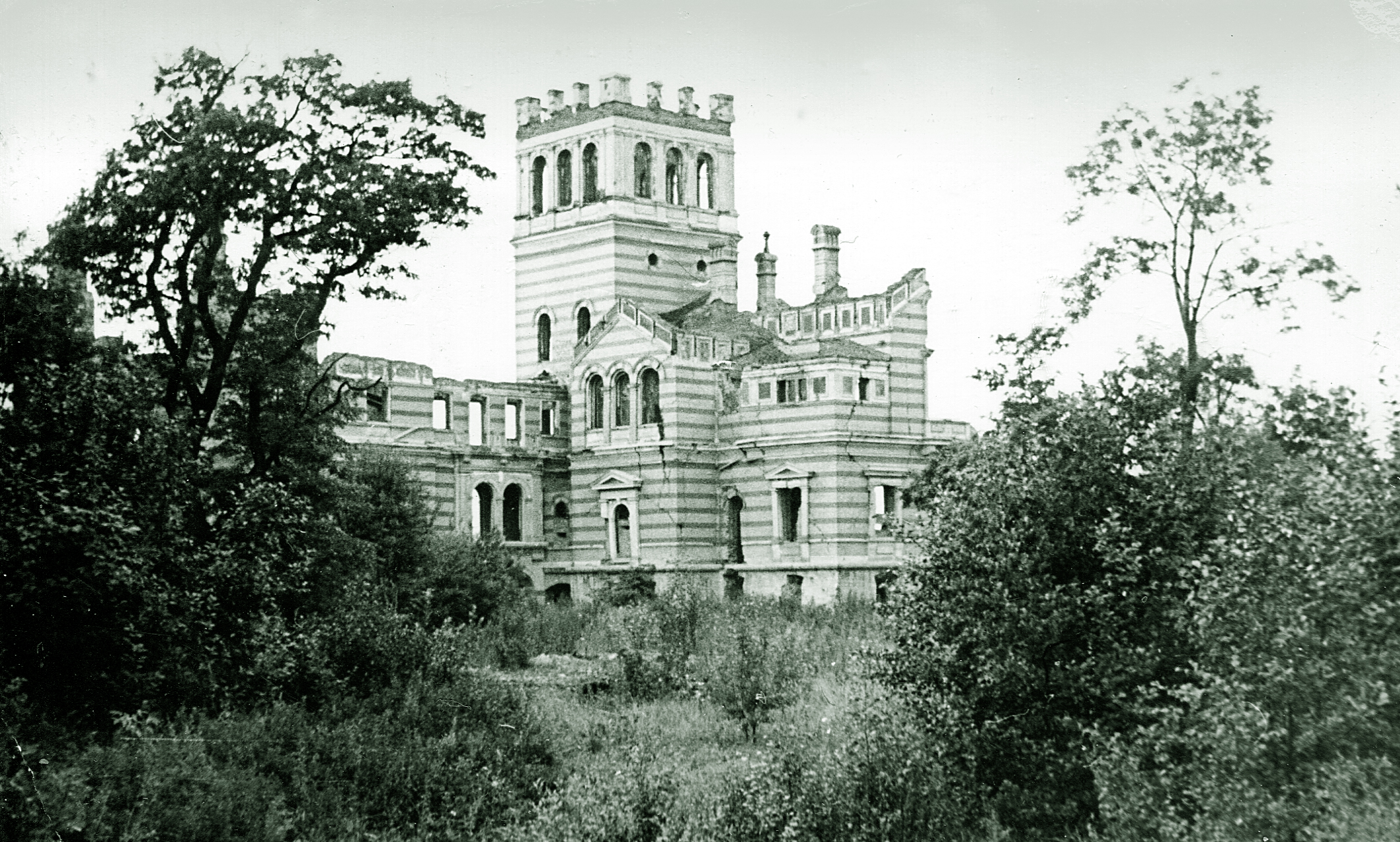
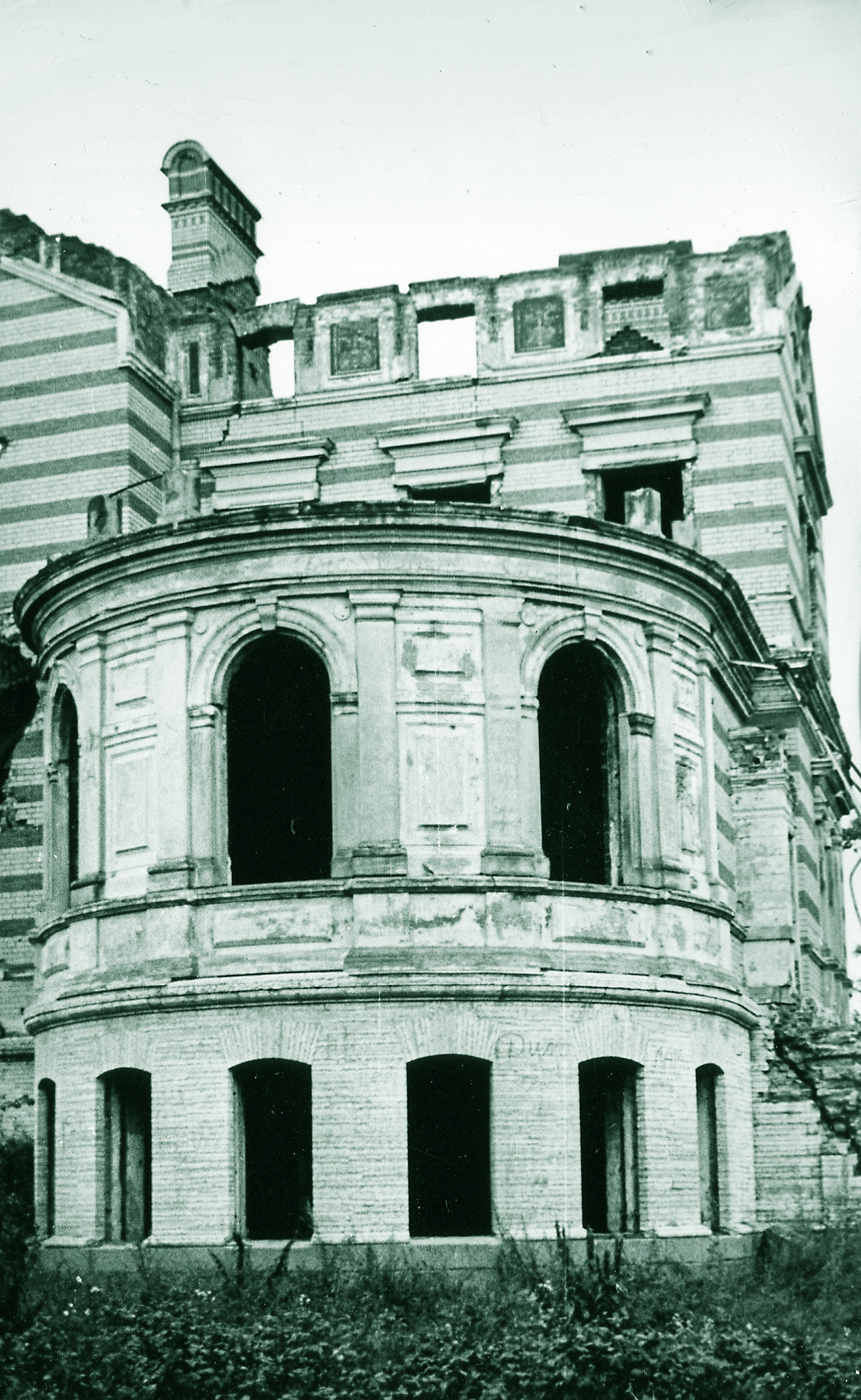
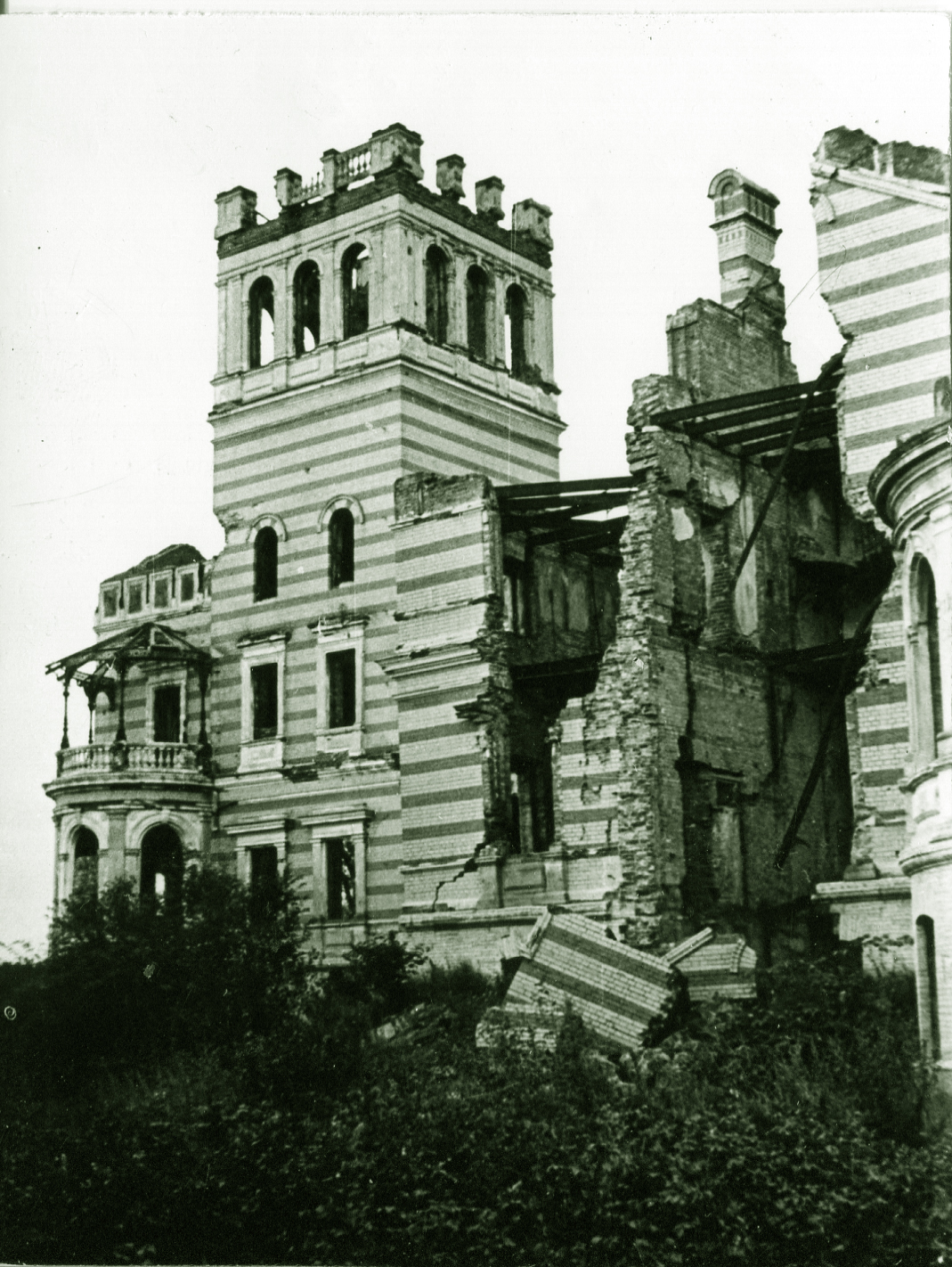

В годы Великой Отечественной войны Нижняя дача была существенно повреждена. В целях безопасности посетителей парка остатки здания были взорваны в 1961 году. Существует также мнение о том, что разрушение Нижней дачи было осуществлено в рамках «хрущёвских гонений».
В феврале 2015 года проведены общественные слушания по поводу восстановления Нижней дачи. В 2017 году началось её восстановление, завершение реконструкции планируется на конец 2018 года.